# Liste der Kulturdenkmäler in Herborn
Die folgende Liste enthält die in der Denkmaltopographie ausgewiesenen Kulturdenkmäler auf dem Gebiet  der Gemeinde Herborn, Lahn-Dill-Kreis, Hessen.
Hinweis: Die Reihenfolge der Denkmäler in dieser Liste orientiert sich zunächst an Ortsteilen und anschließend der Anschrift, alternativ ist sie auch nach der Bezeichnung, der vom Landesamt für Denkmalpflege vergebenen Nummer oder der Bauzeit sortierbar.
Kulturdenkmäler werden fortlaufend im Denkmalverzeichnis des Landes Hessen durch das Landesamt für Denkmalpflege Hessen auf Basis des Hessischen Denkmalschutzgesetzes (HDSchG) geführt. Die Schutzwürdigkeit eines Kulturdenkmals hängt nicht von der Eintragung in das Denkmalverzeichnis des Landes Hessen oder der Veröffentlichung in der Denkmaltopographie ab.

## Kulturdenkmäler nach Ortsteilen

### Amdorf
| Bild               | Bezeichnung        | Lage                                                     | Beschreibung | Bauzeit                        | Objekt-Nr. |
| ------------------ | ------------------ | -------------------------------------------------------- | --- | ------------------------------ | ---------- |
| Fachwerkscheune    | Fachwerkscheune    | Amdorf, Amdorfstraße o. Nr. LageFlur: 1, Flurstück: 24/2 | Fachwerkscheune mit bemerkenswerten V-artig angeordneten Fußstreben, die die durchgehen den Ständer geschossweise aussteifen. Der Bau ist weiter ausgezeichnet durch seine Lage am nordöstlichen Kopf der Bebauungsinsel zwischen Dorf- und Hauptstraße.                                                     | um 1700                        | 133079 DDB |
| Betsaal und Schule | Betsaal und Schule | Amdorf, Amdorfstraße 28 LageFlur: 1, Flurstück: 28       | Der Bau gehört zu dem im Dillkreis verbreiteten Typ zweigeschossiger Bauten, die Betsaal und Schule vereinigen. Es handelt sich um einen verputzten Bruchsteinbau mit Halbwalmdach und quadratischem Dachreiter mit Pyramidenhelm. Der Bau wurde 1930 durchgreifend erneuert.                                | 1833/1834                      | 133080 DDB |
| Fachwerkhaus       | Fachwerkhaus       | Amdorf, Am Heubach 1 LageFlur: 1, Flurstück: 65          | Kleines Fachwerkhaus, früher Dorfschmiede. Als wichtiger Bestandteil der bäuerlichen Arbeitsweise Kulturdenkmal aufgrund seiner geschichtlichen Bedeutung. | 19. Jahrhundert                | 133077 DDB |
| Fachwerkbaugruppe  | Fachwerkbaugruppe  | Amdorf, Bahnhofsweg 7/9 LageFlur: 1, Flurstück: 35, 36   | Traufständige Fachwerkbaugruppe, im Kern aus der Zeit um 1700, der sich jüngere Anbauten anschließen. Der Bau hat eine wichtige städtebauliche Funktion für die Ablesbarkeit des historischen Ortskerns, der auf der linken Uferseite des Amdorfbaches und am Fuße des Singelberges sich länglich erstreckt. | um 1700                        | 133076 DDB |
| Fachwerkeinhaus    | Fachwerkeinhaus    | Amdorf, Im Oberdorf 1 LageFlur: 1, Flurstück: 16         | Quererschlossenes Fachwerkeinhaus. Bemerkenswert ist die Erhaltung der ursprünglichen Funktionsverteilung. Dem zweizonigen Wohnhaus schließt sich das Scheunentor und der – massiv ersetzte – Stall an. Für die Entstehungszeit charakteristisch ist der Verzicht auf horizontales Riegelwerk.               | 1. Hälfte des 19. Jahrhunderts | 133078 DDB |

### Burg
| Bild                                     | Bezeichnung              | Lage | Beschreibung | Bauzeit                    | Objekt-Nr. |
| ---------------------------------------- | ------------------------ | --- | --- | -------------------------- | ---------- |
| Eisenbahnbrücke                          | Eisenbahnbrücke          | Burg, Auf der Herrenwiese, Pfingstweide, Im Kamp, Die Dill (Gew. II) LageFlur: 5, 22, Flurstück: 102, 83, 384, 390                                            | Nordöstlich des Ortskerns von Burg gelegene Eisenbahnbrücke über die Dill. Sie ist Teil der siedlungsgeschichtlich bedeutsamen Westerwald-Linie, die zu Beginn des 20. Jahrhunderts als Nebenstrecke der Linie Gießen-Deutz errichtet wurde. Dem Stahl-Fachwerkträger in Form eines sogenannten Fischbauches kommt zudem technikgeschichtliche Bedeutung zu. Die Brücke ist deshalb Kulturdenkmal. Eine vergleichbare Brücke wurde bei Driedorf gebaut. | Anfang 20. Jahrhundert     | 133090 DDB |
| Gedenkstätte für die Gefallenen aus Burg | Gedenkstätte             | Burg, Burgstraße o. Nr. LageFlur: 2, Flurstück: 100 | Südlich der evangelischen Kirche gelegene Gedenkstätte für die Gefallenen des Ersten Weltkrieges aus Burg, die vermutlich noch in den 1920er Jahren in der Form eines in Naturstein gestalteten Grabbaus errichtet wurde. | 1920er Jahre               | 133088 DDB |
| Evangelische Kirche Burg                 | Evangelische Kirche      | Burg, Burgstraße o. Nr. LageFlur: 2, Flurstück: 91, 92 | Die Kirche liegt nordöstlich des Ortskerns in Sporn läge am Rande eines zur Dill steil abfallendes Hanges. Der Kirchberg war Standort einer mittelalterlichen Burg. Sie wurde im 13. Jahrhundert durch die nassauischen Grafen zerstört. Zu dieser Zeit sicherte sie die Stammburg der mit den nassauischen Grafen im Kampf um die Landeshoheit befindlichen Dernbacher im oberen Aartal. Mauerreste dieser mittelalterlichen Burg sind ergraben. Die Kirche selbst ist ein mittelalterlicher Saalbau mit gleich breiter Apsis im Osten. Der Westturm, dessen umlaufendes Dachgesims jeweils einen flachen Giebel bildet, wurde 1837–39 errichtet. Im Inneren trennt ein enggestellter Bogen die gewölbte Apsis vom flachgedeckten Schiff. Die tiefe Westempore setzt sich auf der Südseite hakenförmig fort. |                            | 133089 DDB |
| Wohnhaus                                 | Wohnhaus                 | Burg, Dillstraße 1 LageFlur: 5, Flurstück: 3/1 | In der Nähe der Burger Eisenwerke gelegener repräsentativer Wohnsitz, der um die Mitte des 19. Jahrhunderts errichtet wurde. Der in spätbarock-klassizistischer Tradition stehende Bau zeichnet sich durch seine Axialität aus, die durch das Zwerchhaus mit Dreieckgiebel weiter betont wird. | Mitte des 19. Jahrhunderts | 133084 DDB |
| Laufbrunnen                              | Laufbrunnen              | Burg, Dorfstraße o. Nr. LageFlur: 1, Flurstück: 216 | Gusseiserner Laufbrunnen, in sehr schöner Lage am Amdorf-Bach, zu dem eine Treppe hinabführt. Neben seiner städtebaulichen Bedeutung hat der Brunnen geschichtlichen Wert als typisches Produkt der Eisenhütten des Dillgebietes. | 1885                       | 133083 DDB |
| Alte Schule                              | Alte Schule              | Burg, Dorfstraße 11 LageFlur: 1, Flurstück: 138 | Dreigeschossiger verschieferter Fachwerkbau. Der Bau ist durch seine Lage an der Einmündung des Mühlenweges in die Dorfstraße städtebaulich markant; als ehemaliger Schulbau hat er innerhalb des Ortes einen besonderen geschichtlichen Wert. | um 1700                    | 133081 DDB |
| Fachwerkhaus                             | Fachwerkhaus             | Burg, Dorfstraße 13, 15 LageFlur: 1, Flurstück: 140, 141 | Etwas aus der Straßenflucht zurückgesetzter, nur einen Raum tiefer Fachwerkbau mit geringfügigen massiven Ersetzungen im Erdgeschoss des Giebels. Die sichtbaren Geschossüberstände des verputzten Baus an Giebel und Traufseite lassen ein handwerklich hervorragendes Fachwerk vermutlich noch des 17. Jahrhunderts erwarten. | 17. Jahrhundert            | 133082 DDB |
| Bild gesucht BW                          | Sachgesamtheit Eisenbahn | Burg, Eisenbahn, Junostraße 18, 22, Junostraße, Im Feuchtert, Auf der Aar, Aar (Gew. II) LageFlur: 4, 28, 68, Flurstück: 23, 10/1, 10/2, 19/1, 20, 7, 8, 9, 3 | |                            | 953300 DDB |
| Ehemaliger Bahnhof                       | Ehemaliger Bahnhof       | Burg, Junostraße 18 LageFlur: 4, Flurstück: 23 | Länglich gestreckter Baukörper mit Querbau. Der Bau enthält neobarocke, moderne und der Heimatschutzbewegung zuzurechnende Stilelemente. Er ist Teil der Industrie- und Wohnbau-Ansiedlung Burgs auf dem linken Dillufer in der Zeit um 1900. Der ehemalige Bahnhof, heute zu Wohnzwecken umgebaut, lag an der Aar-Salzböde-Bahn, die das Dillgebiet bis 2001 mit dem sogenannten Hinterland (Raum Biedenkopf) verband. Er ist Kulturdenkmal aufgrund seiner künstlerischen Bedeutung. | 1910                       | 133085 DDB |
| Fachwerkbau                              | Fachwerkbau              | Burg, Kirchweg 1 LageFlur: 1, Flurstück: 143 | An der Einmündung des Kirchweges in die Dorfstraße gelegener, verputzter bzw. verschieferter Fachwerkbau um 1700 über einem massiven Sockelgeschoss. Die Lage der Fenster lässt ein ungestörtes Fachwerkgefüge der Entstehungszeit erwarten, so dass dem durch seine Lage auch städtebaulich bedeutsamen Bau ein besonderer geschichtlicher Wert zukommt. | um 1700                    | 133086 DDB |
| Schneidmühle                             | Schneidmühle             | Burg, Mühlenweg 12, Über der Schneidmühle LageFlur: 1, Flurstück: 11, 121                                                                                     | Am westlichen Ortsrand gelegene Mühle mit Fachwerkwohnhaus der Zeit um 1700. Im giebelseitigen westlichen Anbau befindet sich das erhaltene Mahlwerk. Nördlich liegt der Bau der ehemaligen Schneid-Mühle. Der Wohnbau und die beiden Mühlen sind Kulturdenkmale aufgrund ihrer ortsgeschichtlichen und technikgeschichtlichen Bedeutung. | um 1700                    | 133087 DDB |

### Guntersdorf
| Bild           | Bezeichnung         | Lage                                                                                     | Beschreibung | Bauzeit         | Objekt-Nr. |
| -------------- | ------------------- | ---------------------------------------------------------------------------------------- | --- | --------------- | ---------- |
| Hofanlage      | Hofanlage           | Guntersdorf, Alter Weg 2/4 LageFlur: 1, Flurstück: 13/1, 14/1                            | Gestreckte mehrteilige Hofanlage. Der östliche Bau im Obergeschoss mit erhaltenem Fachwerk der Zeit um 1700, das sich durch den Reichtum seiner Schmuckformen in den Gefachen auszeichnet. Der westliche Kopfbau ist inschriftlich datiert 1786 und nennt ferner die „Bauleute“. | 1786            | 133091 DDB |
| Untere Mühle   | Untere Mühle        | Guntersdorf, An den Mühlen 7, An den Mühlen 7A LageFlur: 1, Flurstück: 50/3              | Die sogenannte Untere Mühle, die aufgrund des erhaltenen Mahlwerks besondere technikgeschichtliche Bedeutung hat. Der Hauptbau ist in Fachwerk errichtet und ist im Kern in die Zeit um 1700 zu datieren. Winkelförmig dazu ein etwas jüngerer Scheunenbau, der als Wirtschaftsbau der Mühle ebenfalls Kulturdenkmal ist. | um 1700         | 133093 DDB |
| Hofanlage      | Hofanlage           | Guntersdorf, An den Mühlen 9, Bornweg 12 LageFlur: 1, Flurstück: 39/3, 52/11, 52/6, 52/8 | Im oberen Abschnitt des Mühlenweges langgestreckte Hofanlage, im Tal des Rehbaches weithin sichtbar und somit von besonderer Bedeutung für das Ortsbild von Guntersdorf. Das Wohnhaus des Hofes in Fachwerk des späten 18. Jahrhunderts, Scheune mit Inschrift, Nennung der Bauleute und Datierung 1703. Ein weiterer jüngerer Scheunenbau liegt gegenüber und ist datiert 1862.                                                                                      | 18. Jahrhundert | 133094 DDB |
| weitere Bilder | Evangelische Kirche | Guntersdorf, Brückenstraße 12 LageFlur: 1, Flurstück: 75                                 | Kleiner Saalbau vermutlich noch des 18. Jahrhunderts, der von einem kleinen Kirchhof umgeben ist. Der Fachwerkbau ist verputzt bzw. verschiefert. Das Satteldach besitzt einen quadratischen Dachreiter mit eingezogenem Spitzhelm. Das Schiff ist rechteckig mit 5/8-Schluss. Im Inneren dreiseitige Emporen auf gedrehten Holzsäulen mit leichter Schwellung. Ein Unterzug in Längsrichtung trägt die quergespannten Deckenbalken, deren Unterkanten sichtbar sind. | 18. Jahrhundert | 133092 DDB |

### Herborn
| Bild                                          | Bezeichnung                                   | Lage | Beschreibung | Bauzeit                              | Objekt-Nr. |
| --------------------------------------------- | --------------------------------------------- | --- | --- | ------------------------------------ | ---------- |
| Fachwerkhaus                                  | Fachwerkhaus                                  | Herborn, Am Dillturm 1 LageFlur: 18, Flurstück: 557/2 | Giebelständiges, zum Teil verschiefertes Fachwerkhaus noch des 17. Jahrhunderts von breiten Proportionen an einer zum Dillturm führenden Stichgasse. Dem hochliegenden Keller folgen zwei Geschosse ohne sichtbare Geschoßdifferenzierung, denen ein weiteres Geschoss mit vorkragendem Versatz aufgestockt ist. Neben der gebäudetypologischen Bedeutung zeichnet sich der Bau durch seine Lage am Stadtmauerverlauf aus. | 17. Jahrhundert                      | 132944 DDB |
| Fachwerkhaus                                  | Fachwerkhaus                                  | Herborn, Am Dillturm 3 LageFlur: 18, Flurstück: 559/9 | Giebelständiger Fachwerkbau noch des 17. Jahrhunderts. Über dem Keller das hallenförmige Erdgeschoss, dem ein weiteres aufgestocktes Geschoss folgt. Unmittelbar an der Stadtmauer gelegen, verdeutlicht der Bau die Grenze des mittelalterlich-frühneuzeitlichen Stadtgebiets. | 17. Jahrhundert                      | 132945 DDB |
| Wohnhaus                                      | Wohnhaus                                      | Herborn, Austraße 14 LageFlur: 27, Flurstück: 2/3 | In der Gruppe der um 1900 errichteten Wohnbauten entlang der Austraße hebt sich der Bau mit dem Atelier eines ortsansässigen Steinmetzen durch seine künstlerische Gestaltung hervor. Der in sichtbarem Ziegelmauerwerk errichtete Bau besitzt reich ornamentierte Fenster- und Türgewände in Werkstein, bossierte Eckquader sowie ein in Fachwerk errichtetes Kniegeschoss. | um 1900                              | 132947 DDB |
| Villa mit Garten und Geflügelhäuschen         | Villa mit Garten und Geflügelhäuschen         | Herborn, Austraße 18 LageFlur: 27, Flurstück: 218/6, 235/5 | Zweigeschossige Fabrikantenvilla des späten Jugendstils in teilweise neoklassizistischen Formen, mit Buntverglasung im Treppenhaus und Türen der Bauzeit. Walmdach mit Gauben, diese bauzeittypisch mit Tonnendach versehen. Straßenseitig zwei Erker. Der eckige mit Balkon, der halbrunde durch ein Dach geschützt. Seitlicher Eingang mit historischer Haustür. Im rückwärtigen Garten ein Geflügelhäuschen in Massivbauweise mit Satteldach erhalten. |                                      | 133271 DDB |
| weitere Bilder                                | Sachgesamtheit Landes-Heil- und Pflegeanstalt | Herborn, Austraße 40 LageFlur: Flur 27, Flurstück: | Landes-Heil- und Pflegeanstalt, heute Vitos Herborn | 1911                                 | 132948 DDB |
| Empfangsgebäude                               | Bahnhof                                       | Herborn, Bahnhofplatz o. Nr. LageFlur: 3, Flurstück: 103/16 | 1907 errichteter Bahnhof, der den nördlicher gelegenen Vorgängerbau ablöste. Bestimmendes Motiv ist der in Werkstein ausgeführte Querbau der Halle mit geschweiftem, durch Gesimse horizontal gegliedertem Giebel mit großer rundbogiger Öffnung. Der Bahnhof ist Endpunkt der Stadterweiterung in der Bahnhofstraße. | 1907                                 | 132954 DDB |
| Stadttor                                      | Stadttor                                      | Herborn, Bahnhofstraße o. Nr. LageFlur: 18, Flurstück: 579, 580, 852/605                                                                                          | Der unterschiedlich als Neue Pforte oder Sandtor bezeichnete rechteckige Torbau ist Teil der um 1300 errichteten Stadtbefestigung. Er besitzt einen steilen Walmhelm und war auf der zur Stadt gekehrten Seite ursprünglich offen (jetzt ausgefacht); seitlich sind die Durchgänge zum Wehrgang auf der ursprünglich sich anschließenden Stadtmauer erhalten. | um 1300                              | 132953 DDB |
| weitere Bilder                                | Alter Friedhof                                | Herborn, Bahnhofstraße 14 LageFlur: 18, Flurstück: 602/1 | Die Anlage des Alten Friedhofs im Jahr 1603 steht im Zusammenhang mit der Bedeutung, welche die Stadt mit der Gründung der Hohen Schule erworben hatte. Die 1633 fertiggestellte Einfriedungsmauer hatte auch strategische Bedeutung in den Zeiten des ausgehenden 30-jährigen Kriegs, was noch heute an den zur Bahnhofstraße sichtbaren Schießscharten erkennbar ist. Teil dieser Mauer in diesem Bereich sind Reste der 1862 abgebrochenen Totenkirche. Der Friedhof bildet mit dem Leonhardsturm und der 1904 neu angelegten Bahnhofstraße ein Ensemble. Erhalten sind diverse Grabmäler entlang der Innenmauer sowie einige Bäume. | 1903                                 | 133273 DDB |
| Wohnhaus                                      | Wohnhaus                                      | Herborn, Bahnhofstraße 16/18 LageFlur: 18, Flurstück: 869/525, 871/577                                                                                            | Nach dem Stadtbrand von 1904 errichtete Bebauung an der Ecke Bahnhof-/Turmstraße, die sich unmittelbar einem Torbau der Stadtbefestigung anschließt. Die Fachwerk-Fassadenteile sind als Schmuckform ausgebildet. Die Dächer erscheinen durch Querhäuser und Schopfwalm vielgestaltig. Weitere hervorzuhebende Detailformen sind die Fenstererker. | 1907                                 | 132949     |
| Wohnhaus                                      | Wohnhaus                                      | Herborn, Bahnhofstraße 23 LageFlur: 18, Flurstück: 881/518 | Der Bau ist Teil der Stadterweiterung, die auf der Grundlage einer Planung von L. Hofmann nach dem Stadtbrand von 1904 in der Bahnhofstraße vorgenommen wurde und in dem neuen Bahnhof von 1907 ihren Abschluss fand. Der Bau besitzt einen schönen polygonalen Eckerker in Fachwerk, der auf Konsolen ruht und in den Brüstungsgefachen reiche Zierformen zeigt. | 1907                                 | 132951 DDB |
| Fachwerkhaus                                  | Fachwerkhaus                                  | Herborn, Bahnhofstraße (bei Nr. 25) LageFlur: 18, Flurstück: 388/2, 387/2                                                                                         | Giebelständiger Fachwerkbau noch des 17. Jahrhunderts, städtebaulich wichtig gelegen unmittelbar vor der Kreuzung Turmstraße/Bahnhofstraße, die den Zugang zum mittelalterlich-frühneuzeitlichen Stadtgebiet markiert. Die beiden unteren Geschosse sind verputzt, zweites Obergeschoss und Dachgeschoss zeigen das Fachwerk im ursprünglichen Zustand. | 17. Jahrhundert                      | 132952 DDB |
| Fachwerkhaus                                  | Fachwerkhaus                                  | Herborn, Burgberg 2/4 LageFlur: 18, Flurstück: 664/69, 665/70 | Dreigeschossiger verputzter Fachwerkbau vermutlich des 18. Jahrhunderts. Er liegt am Beginn des ansteigenden Burgberges. Der Wert des Baus liegt überwiegend in seiner städtebaulichen Bedeutung als optischer Endpunkt der westlichen Seite der Schulhofstraße. | 18. Jahrhundert                      | 132955 DDB |
| Fachwerkbauten                                | Fachwerkbauten                                | Herborn, Burgberg 7/9 LageFlur: 18, Flurstück: 167/1, 666/165, 667/166                                                                                            | Zwei traufständige Bauten mit jeweils einem Zwerchhaus. Die beiden Fachwerkbauten sind inschriftlich 1601 und 1604 datiert. Die beiden unteren Geschosse sind mit durchgehenden Ständern errichtet und bildeten ursprünglich vielleicht eine Halle. Darüber ist ein weiteres Geschoss aufgestockt. Die beiden unmittelbar unterhalb des Schlosses gelegenen Bauten im Knick des ansteigenden Burgberges sind geschichtlich und städtebaulich bedeutsam. | 1601                                 | 132956 DDB |
| Stockhaus                                     | Stockhaus                                     | Herborn, Burgberg 14 LageFlur: 18, Flurstück: 66/3 | Freistehendes, in Bruchstein errichtetes zweigeschossiges Gebäude mit Walmdach | erste Hälfte des 19. Jahrhunderts    | 132958 DDB |
| Hainpforte                                    | Hainpforte                                    | Herborn, Chaldäergasse o. Nr. LageFlur: 17, Flurstück: 227/13, 490/12                                                                                             | Die Hainpforte mit ihren erhaltenen Resten ist Teil der Stadtummauerung, die vermutlich noch im 13. Jahrhundert vollzogen wurde. Sie liegt unmittelbar unter dem Burgberg und ist Kulturdenkmal aufgrund ihrer geschichtlichen Bedeutung. Die nördliche Entsprechung zur Hainpforte befand sich unterhalb des Kirchberges: die sogenannte Steinerne Pforte ist heute vermauert und Teil der rückwärtigen Begrenzung der Corvin'schen Druckerei (Schulberg 26/28). | 13. Jahrhundert                      | 132965 DDB |
| Fachwerkhaus                                  | Fachwerkhaus                                  | Herborn, Chaldäergasse 2/4 LageFlur: 18, Flurstück: 148, 151 | Zweigeteiltes Fachwerkbürgerhaus; der Bau ist giebelseitig verputzt. Gesamtproportion, Geschossversätze, die an der Traufseite sichtbar sind, zeigen, dass es sich um stattlichen Bau des 17. Jahrhunderts handelt. Er erscheint in seinem Gefüge weitgehend ungestört. Er ist ferner Kopfbau der Schulhofgasse. | 17. Jahrhundert                      | 132960 DDB |
| Fachwerkhaus                                  | Fachwerkhaus                                  | Herborn, Chaldäergasse 6 LageFlur: 18, Flurstück: 708/153 | Traufständiger verputzter Fachwerkbau mit Zwerchhaus, errichtet in der Zeit um 1800. Der Bau ist geschichtlich bedeutsam als Geburtsstätte des Historikers Johann H. Steubing, der als Verfasser einer Reformationsgeschichte, der Geschichte der Hohen Schule und einer Topographie Herborns hervorgetreten ist. | um 1800                              | 132961 DDB |
| Fachwerkhaus                                  | Fachwerkhaus                                  | Herborn, Chaldäergasse 14/16 LageFlur: 18, Flurstück: 161/1, 162/2                                                                                                | Zweigeteilter Fachwerkbau, der im Typus Ähnlichkeiten mit Nr. 2/4 aufweist. Er unterscheidet sich durch das hallenförmige Erdgeschoss mit durchgehenden Ständern. Der Bau ist verputzt. Die ursprüngliche Disposition der Fenster lässt ein Fachwerkgefüge in seiner ursprünglichen Form erwarten. | 17. Jahrhundert                      | 132962 DDB |
| weitere Bilder                                | Dillturm                                      | Herborn, Dillturm o. Nr. LageFlur: 18, Flurstück: 605/2 | Bestandteil der 1343 erstmals erwähnten Stadtbefestigung. Unmittelbar an der Dill gelegen, schützt der Turm deren nordöstlichen Eckpunkt. Der runde Turm besitzt ein Obergeschoss, das von einem eingezogenen Spitzhelm überdacht wird. Der Turm wurde nach dem Stadtbrand von 1904 rekonstruiert. | 1343                                 | 132946 DDB |
| Streckenwärterhaus                            | Streckenwärterhaus                            | Herborn, Dr.-Siegfried-Straße o.Nr. LageFlur: 3, Flurstück: 104/6                                                                                                 | Westlich der Strecke niedriger traufenständiger Backsteinbau mit Ecklisenen, Treppenfriesen und übergiebeltem Mittelrisalit um 1880. | 1880                                 | 161987 DDB |
| Bild gesucht BW                               | Sachgesamtheit Eisenbahn                      | Herborn, Eisenbahn, Willy-Brandt-Straße, Littau, Dr.-Siegfried-Straße LageFlur: 3, 22, Flurstück: 103/19, 103/21, 103/25, 104/6, 137/3, 33/2                      | |                                      | 953299 DDB |
| ehemaliges Missionshaus                       | ehemaliges Missionshaus                       | Herborn, Freiherr-vom-Stein-Straße 1 LageFlur: 25, Flurstück: 88/2                                                                                                | Am Scheitel der bis dorthin steil ansteigenden Nassaustraße gelegen, vermittelt der Eckerker des 1914 erbauten ehemaligen Missionshauses sehr geschickt, aber auch kaum merklich, zwischen der fast symmetrisch angelegten anderthalbgeschossigen Eingangsfront der Topographie folgend zu der Zweigeschossigkeit des südlichen Traktes. Die beiden ungleichen in einem stumpfen Winkel zueinander stehenden Bauteile sind außer dieser Akzentuierung durch eine raffinierte Überschneidung in den Dächern miteinander verknüpft. Bei den Ansichten beschränkte sich der Architekt Ludwig Hofmann auf wenige sehr bewusst eingesetzte Gestaltungselemente, wie den leichten Geschossüberstand des zweistöckigen Hauptflügels, den Einsatz verschiedener Gaupenformate und der aus dem Sockel aufsteigenden Natursteinrahmung des Portals. Denkmal aus geschichtlichen und städtebaulichen Gründen. | 1914                                 | 133275 DDB |
| weitere Bilder                                | Gesamtanlage                                  | Herborn, Gesamtanlage Jüdischer Friedhof Lage | Südlich des Geländes der Landes-Heil- und Pflegeanstalt liegt der Jüdische Friedhof von Herborn, der noch zahlreiche Grabsteine sowie eine Gedenkstätte für die jüdischen Opfer der Nazi-Zeit enthält. Der Friedhof ist Gesamtanlage aufgrund seiner geschichtlichen Bedeutung. |                                      | 132942 DDB |
| Gesamtanlage                                  | Gesamtanlage                                  | Herborn, Gesamtanlage Mittelalterliches Stadtgebiet mit Stadterweiterung Am Untertor und Bahnhofstraße Lage                                                       | Es wurde das innerhalb der Stadtmauer gelegene Stadtgebiet als einheitliche Gesamtanlage aufgrund seiner geschichtlichen Bedeutung ausgewiesen. Das war notwendig, weil nicht nur das mittelalterlich und frühneuzeitlich geprägte Grundrissgefüge der Stadt, sondern auch wertvolle historische Bausubstanz erhalten ist: dazu sind neben den herausgehobenen Bauten wie Schloss, Kirche (s. o.) die große Zahl der Fachwerkbürgerbauten des 16.–18. Jahrhunderts zu rechnen, aber auch solche Bauten, die in der ersten Hälfte des 19. Jahrhunderts oder um 1900 errichtet wurden und die jüngere Stadtgeschichte dokumentieren. Die Abgrenzung der Gesamtanlage folgt der Stadtmauer, wo sie nicht erhalten ist, ihrem ehemaligen Verlauf. Die Gesamtanlage schließt den östlich der Stadt zwischen Stadtmauer und Dill gelegenen Alten Friedhof mit ein, ferner die Stadterweiterungen am Untertor (erste Hälfte 19. Jahrhunderts) und der Bahnhofstraße (nach 1900), die als Etappen der Stadtentwicklung eigenen geschichtlichen und künstlerischen Wert besitzen. Sie sind räumlich eng mit dem älteren Stadtgebiet verzahnt. Gebäude innerhalb der Gesamtanlage sind folgende: Am Dillturm Gesamt Am Weißen Roß Gesamt Augustastraße 20 Bahnhofsplatz 2 o. Nr. Bahnhof (KD) Bahnhofstraße 2–10, 16 (KD), 18 (KD), o. Nr. Alter Friedhof (KD) 1–5, 11–21, 23 (KD), 25 Breiter Winkel Gesamt Burgberg Gesamt Chaldäergasse Gesamt Conradis Winkel Gesamt Dreihäusergasse Gesamt Hanauer Hof Gesamt Haubachswinkel Gesamt Hauptstraße 2–86 1–97 Holzmarkt Gesamt Johannmichels Winkel Gesamt Kirchberg Gesamt Kornmarkt Gesamt Marktplatz Gesamt Mühlbach Gesamt Mühlgasse Gesamt Nassaustraße Ostseite Ottostraße Gesamt Rathauswinkel Gesamt Reinhards Berg Gesamt Schmaler Weg Gesamt Schramms Hof Gesamt Schuhmarkt Gesamt Schulberg Gesamt Schulhofstraße Gesamt Speckswinkel Gesamt Steioffs Winkel Gesamt Talerwinkel Gesamt Tropps Winkel Gesamt Turmstraße Gesamt Walter-Rathenau-Straße 17–23 |                                      | 132941 DDB |
| weitere Bilder                                | Gesamtanlage                                  | Herborn, Gesamtanlage Städtischer Friedhof Lage | Der im 19. Jahrhundert angelegte Städtische Friedhof liegt benachbart zu dem Gelände der Landes-Heil- und Pflegeanstalt südlich der Stadt. Er enthält zahlreiche Grabsteine des späten 19. Jahrhunderts und frühen 20. Jahrhunderts und es kommt ihm geschichtliche Bedeutung zu. | 19. Jahrhundert                      | 132943 DDB |
| Villa                                         | Villa                                         | Herborn, Hainstraße 14 LageFlur: 16, Flurstück: 159/7 | Südlich der Stadtmauer in einem großen Gartengrundstück gelegener vielgliedriger Villenbau aus dem dritten Viertel des 19. Jahrhunderts. Der klassizistisch gestaltete Bau mit einem schmalen, zur Straße gewandten Gebäudeteil mit Dreieckgiebel. Er wird weiter durch Profile, kannelierte Pfeiler gegliedert. Sehr schön die radartigen Sprossen der rundbogigen Fenster. | drittes Viertel des 19. Jahrhunderts | 132964 DDB |
| Fachwerkhaus                                  | Fachwerkhaus                                  | Herborn, Hauptstraße, Haubachswinkel LageFlur: 18, Flurstück: 331, 611                                                                                            | Am Winkel zwischen Turm- und Hauptstraße gelegener Fachwerkbau um 1700, Bestandteil eines Hofes, der von der Hauptstraße aus über den Speckwinkel erschlossen wird. Zum Winkel hin ein weiter Geschossüberstand, der von Kopfbändern abgefangen wird. Ferner der zur Hauptstraße 17 führende geschlossene Steg. Der Bau ist zusammen mit dem Steg Kulturdenkmal. | um 1700                              | 132972 DDB |
| Fachwerkhaus                                  | Fachwerkhaus                                  | Herborn, Hauptstraße o. Nr. LageFlur: 18, Flurstück: 377/1 | Der in der Zeit nach 1900 errichtete Bau am Ende der Bahnhofstraße schließt unmittelbar an das Rathaus an und übernimmt dessen Gliederung: den massiven Untergeschossen ist ein Fachwerkobergeschoss aufgestockt. Die Brüstungsgefache sind mit Rautennetzen geschmückt. Der Quergiebel unterstreicht die Eigenständigkeit des Baus. | nach 1900                            | 132950     |
| Fachwerkhaus                                  | Fachwerkhaus                                  | Herborn, Hauptstraße 6b LageFlur: 18, Flurstück: 16/11 | Am nördlichen Ende der Hauptstraße und an deren Gabelung mit der Turmstraße gelegener Fachwerkbau um 1700. Der Bau ist neben dem konstruktiven Gefüge markant durch den Fries der Fußbänder im ersten Obergeschoss, im zweiten Obergeschoss durch die Gestaltung der Brüstungsgefache: hier überlagern sich jeweils vier Viertelkreishölzer mit einem Andreaskreuz | um 1700                              | 132966 DDB |
| weitere Bilder                                | Fachwerkhaus                                  | Herborn, Hauptstraße 10 LageFlur: 18, Flurstück: 19 | Schmaler dreigeschossiger Fachwerkbau, im Kern aus dem 17. Jahrhundert. Das Fachwerkgefüge der Giebelseite ist zwar nicht mehr ursprünglich, handwerklich bedeutsame Detailformen sind aber erhalten: die Geschossüberstände, Eckständer mit schlanken Säulen oder die geschweiften und genasten Streben als Gefachauszier im Giebeldreieck. | 17. Jahrhundert                      | 132968 DDB |
| weitere Bilder                                | Fachwerkhaus                                  | Herborn, Hauptstraße 12/14 LageFlur: 18, Flurstück: 20/1, 30/3, 660/20                                                                                            | Zweigeteilter, dreigeschossiger Fachwerkbau aus der Zeit nach dem Stadtbrand von 1626. Der Bau ist verputzt, bzw. im Giebeldreieck verschiefert. Sichtbar sind die Eckständer mit flach geschnitzten Weinrankenmotiven sowie die Geschossversätze: Schwellen und Füllhölzer besitzen jeweils ein tauartiges, durch Perlen unterbrochenes Band. | nach 1626                            | 132969 DDB |
| weitere Bilder                                | Fachwerkhaus                                  | Herborn, Hauptstraße 16/18 LageFlur: 18, Flurstück: 30/2 | An der Einmündung des Breiten Winkels gelegener ursprünglich dreigeschossiger Fachwerkbau des 17. Jahrhunderts Die Vorkragung des ersten Obergeschosses in den Winkel hinein wird von Bändern abgefangen, wobei das an der Gebäudeecke mit einer Schreckfigur versehen ist. Hervorzuheben ist weiter das Schnitzwerk der Eckständer sowie die profilierten Geschossversätze. | um 1700                              | 132970 DDB |
| Fachwerkhaus                                  | Fachwerkhaus                                  | Herborn, Hauptstraße 17 LageFlur: 18, Flurstück: 328 | Schmaler, viergeschossiger Fachwerkbau der Zeit um 1700. Er liegt an einem zur Turmstraße führenden Winkel. Bemerkenswert ist der im hinteren Gebäudeteil ansetzende geschlossene Steg, der zu einem auf der gegenüberliegenden Seite des Winkels liegenden Bau führte. Beide Bauten waren in gemeinsamem Besitz. | um 1700                              | 132971 DDB |
| weitere Bilder                                | Fachwerkhaus                                  | Herborn, Hauptstraße 20 LageFlur: 18, Flurstück: 320/1 | Viergeschossiger verputzter Fachwerkbau, im Kern des 17. Jahrhunderts, der in der ersten Hälfte des 19. Jahrhunderts umgestaltet wurde. Von dem älteren Bau sind die als Säulen kunstvoll gestalteten Eckständer erhalten. Am zur Mühlgasse führenden Winkel schließen sich Speicherbauten in Fachwerk aus der Zeit um 1700 an. Wohnbau und Speicherbauten sind Kulturdenkmale. | 17. Jahrhundert                      | 132973 DDB |
| Fachwerkhäuser                                | Fachwerkhäuser                                | Herborn, Hauptstraße 21/23 LageFlur: 18, Flurstück: 349, 350 | Zwei viergeschossige Fachwerkbauten des 17. Jahrhunderts, die unter gemeinsamem Dach vereinigt sind. Bau Nr. 21 ist verputzt bzw. verschiefert. Zum Speckwinkel besitzt er einen weiten Geschossüberhang, der von geschweiften Bugbändern getragen wird. Die sichtbaren Eckständer und Schwellen lassen vermuten, dass er ein ähnlich reich geschmücktes Fachwerk besitzt wie das sichtbare von Nr. 23. | 17. Jahrhundert                      | 132974 DDB |
| Fachwerkhaus                                  | Fachwerkhaus                                  | Herborn, Hauptstraße 22/24 LageFlur: 18, Flurstück: 309/1, 310/2, 314                                                                                             | Freigelegter Fachwerkbau des 18. Jahrhunderts, zweigeteilt mit breitem Zwerchhaus in Gebäudemitte. Als Teil der geschlossen erhaltenen Bebauung des 17. und 18. Jahrhunderts in der Hauptstraße von geschichtlicher und städtebaulicher Bedeutung. | 18. Jahrhundert                      | 132975 DDB |
| Fachwerkhaus                                  | Fachwerkhaus                                  | Herborn, Hauptstraße 25/27 LageFlur: 18, Flurstück: 351/1, 352/3                                                                                                  | Stattliches zweigeteiltes Bürgerhaus des 17. Jahrhunderts. Der viergeschossige Fachwerkbau ist verschiefert (19. Jahrhundert), sichtbar sind nur die geschuppten Füllhölzer. Als Teil der giebelständigen, geschlossen erhaltenen Bebauung des 17. Jahrhunderts in der Hauptstraße und als Gebäudetyp von städtebaulicher und geschichtlicher Bedeutung. | 17. Jahrhundert                      | 132976 DDB |
| Fachwerkhaus                                  | Fachwerkhaus                                  | Herborn, Hauptstraße 26, 28, 30 LageFlur: 18, Flurstück: 305, 306, 309/4                                                                                          | Traufständiger Fachwerkbau mit drei kleinen Zwerchhäusern. Rähm, Deckenbalken und Schwelle verlaufen gemeinsam in Querrichtung und bilden so einen reich profilierten, gesimsartigen Geschossübergang. Eck- und Bundständer sind durch Mannformen ausgesteift, der verputzte Gebäudeteil vermutlich derselben Qualität. | um 1700                              | 132977 DDB |
| weitere Bilder                                | Fachwerkhaus                                  | Herborn, Hauptstraße 31 LageFlur: 18, Flurstück: 354/3 | Viergeschossiger verschieferter Fachwerkbau mit auf zwei geschweiften Bugbändern ruhendem fränkischen Erker. Der Bau springt aus der Bauflucht der Hauptstraße zurück und ist Teil einer giebelständigen Baugruppe, die im Rathaus ihren Abschluss findet. Im frühen 18. Jahrhundert betrieb hier J. N. Andreae die Druckerei der Hohen Schule. | 1609                                 | 132978 DDB |
| Fachwerkhaus                                  | Fachwerkhaus                                  | Herborn, Hauptstraße 33 LageFlur: 18, Flurstück: 372/1 | Viergeschossiger verschieferter Fachwerkbau. Die sichtbaren Geschossübergänge zeugen von der hohen handwerklichen Qualität des Fachwerkgerüstes: die Schwellen besitzen schmale Schiffskehlen und wie auch die Füllhölzer ein perlendurchbrochenes Band. | 17. Jahrhundert                      | 132979 DDB |
| Ehemaliges Gasthaus 'Zum Adler'               | Ehemaliges Gasthaus 'Zum Adler'               | Herborn, Hauptstraße 35/37 LageFlur: 18, Flurstück: 374/1, 374/2, 375, 758/374                                                                                    | Zweigeteilter giebelständiger Fachwerkbau. Nr. 37 beherbergte ursprünglich das Gasthaus „Zum Adler“. Der stattliche Bau ist verschiefert und liegt unmittelbar neben dem Rathaus. Die sichtbaren vorderen Deckenbalken verlaufen in Querrichtung und sind mehrfach profiliert. | 17. Jahrhundert                      | 132980 DDB |
| weitere Bilder                                | Rathaus                                       | Herborn, Hauptstraße 39 LageFlur: 18, Flurstück: 376, 380 | Nachdem 1588 das alte Rathaus von der Stadt dem nassauischen Grafen Johann VI. zur Errichtung der Hohen Schule überlassen wurde, erfolgte 1589 der Neubau des Rathauses nach Plänen von Jörg Zaunschliffer am damaligen Buttermarkt. Nach dem Stadtbrand von 1626 erhielten die überdauernden steinernen Bauteile neue Fachwerkgeschosse. Der vordere, um ein Geschoss höhere Teil des insgesamt länglichen Baues besitzt ein leicht gekuppeltes Zeltdach mit einem achtseitigen Dachaufbau, der von einer Haube mit Laterne abgeschlossen wird. Seine beiden Portale – das zum Marktplatz gelegene ist inschriftlich mit 1589 datiert – führen in eine Halle, von der aus eine dreiläufige Treppe von 1629 in das Obergeschoss führt. Der sich entlang der Bahnhofstraße anschließende Bauteil besitzt ein Portal von 1627 mit hölzerner Umrahmung und ein Steinportal von 1620. Die Brüstungszone des ersten Fachwerkgeschosses des Eckbaues besitzt eine umlaufende Reihung von Bürgerwappen, deren Originale sich im Heimatmuseum befinden. | 1589                                 | 132981 DDB |
| Fachwerkhaus                                  | Fachwerkhaus                                  | Herborn, Hauptstraße 40 LageFlur: 18, Flurstück: 292/1 | Traufständiger verputzter Fachwerkbau mit breitem Zwerchhaus. Der Bau geht in seiner heutigen Erscheinung auf einen Umbau von 1793 durch einen Großkaufmann zurück. Besonders bemerkenswert die Tür mit ihren reichen Rokoko-Formen. | 1793                                 | 132982 DDB |
| Fachwerkhaus                                  | Fachwerkhaus                                  | Herborn, Hauptstraße 41 LageFlur: 18, Flurstück: 390/4 | Schmaler viergeschossiger Fachwerkbau aus der Zeit nach dem Stadtbrand von 1626. Der Bau liegt städtebaulich bedeutsam an der Ecke Hauptstraße/Bahnhofstraße. Von der Bahnhofstraße wird ein hochliegender Keller erschlossen. Entlang der südlichen Traufe verläuft ein Winkel, der einen Hofbereich erschließt. Der Bau beherbergte bis um 1700 die Apotheke „Zum Goldenen Löwen“. | nach 1626                            | 133244 DDB |
| Fachwerkhaus                                  | Fachwerkhaus                                  | Herborn, Hauptstraße 43 LageFlur: 18, Flurstück: 392/2 | Viergeschossiger giebelständiger Fachwerkbau. Der Bau ist verschiefert, die vorkragenden profilierten Balkenköpfe, Füllhölzer und Schwelle mit Schmuckformen wie etwa einem gedrehten Tau sind jedoch sichtbar und belegen die handwerkliche Qualität des Fachwerkgefüges. Der Bau befindet sich an der Nahtstelle zwischen Marktplatz und südlicher Hauptstraße. | 17. Jahrhundert                      | 132983 DDB |
| Fachwerkhaus                                  | Fachwerkhaus                                  | Herborn, Hauptstraße 45 LageFlur: 18, Flurstück: 394/3 | Ursprünglich vermutlich nur dreigeschossiger verschieferter Fachwerkbau. Er wurde ursprünglich als Doppelhaus errichtet. Das Motiv hierzu war die bestmögliche Ausnutzung des Stadtstandortes. Im 18. Jahrhundert erfolgte die Vereinigung der beiden Gebäudehälften. Aus dieser Zeit ist ein Treppenhaus erhalten. | 17. Jahrhundert                      | 132984 DDB |
| Fachwerkhaus                                  | Fachwerkhaus                                  | Herborn, Hauptstraße 47/49 LageFlur: 18, Flurstück: 402/1, 403/1                                                                                                  | Fachwerkbau. mit Giebelmansarddach von 1802. Das Erdgeschoss ursprünglich hallenförmig mit zwei weiteren aufgestockten Geschossen. Der Bau ist verschiefert bzw. verputzt. An der zum Conradis-Winkel gelegenen Traufseite sind über dem Erdgeschoss ein Rahm mit Klötzchenfries, profilierte Balkenköpfe und kantig gedrehte Füllhölzer sichtbar. Der rückwärtige Giebel zeigt das Fachwerk unverkleidet mit denselben Schmuckformen. | 17. Jahrhundert                      | 132985 DDB |
| Fachwerkhaus                                  | Fachwerkhaus                                  | Herborn, Hauptstraße 48, Marktplatz 8 LageFlur: 18, Flurstück: 446, 447, 623/4                                                                                    | An der Einmündung der südlichen Hauptstraße in den Marktplatz gelegener Fachwerkbau, der an der zur Hauptstraße gelegenen Traufseite mit sich überkreuzenden Fuß- und Kopfstreben eine Konstruktionsart zeigt, die noch in das 16. Jahrhundert zu datieren ist. In der jüngsten Vergangenheit in wesentlichen Teilen rekonstruierter Bau. | 16. Jahrhundert                      | 133034 DDB |
| Fachwerkhaus                                  | Fachwerkhaus                                  | Herborn, Hauptstraße 51/53 LageFlur: 18, Flurstück: 404, 405, 406/2                                                                                               | Entlang der südlichen Seite des Conradis-Winkels errichteter Fachwerkbau, der in der Abfolge der Geschosse dem benachbarten Bau Nr. 47/49 vergleichbar ist. Die sichtbaren Fachwerkteile im Bereich der Geschossübergänge zeigen Schmuckformen wie Klötzchenfries oder von Perlen rhythmisierte Stäbe, so dass insgesamt ein handwerklich und künstlerisch vorzügliches Fachwerk zu vermuten ist. | 17. Jahrhundert                      | 132986 DDB |
| Fachwerkhaus                                  | Fachwerkhaus                                  | Herborn, Hauptstraße 54/56 LageFlur: 18, Flurstück: 460, 461, 462/3, 462/4                                                                                        | Verputzter bzw. verschieferter viergeschossiger Fachwerkbau, im Erdgeschoss ein Ladeneinbau des 19. Jahrhunderts mit eisernen Bauteilen. Die Proportionen des Baus sowie der sichtbare Geschossversatz vom zweiten zum dritten Obergeschoss lassen einen Fachwerkbau von um 1700 vermuten, der als Bestandteil der sehr einheitlich um diese Zeit errichteten Bebauung in der Hauptstraße geschichtliche und städtebauliche Bedeutung hat. | um 1700                              | 132987 DDB |
| Fachwerkhaus                                  | Fachwerkhaus                                  | Herborn, Hauptstraße 55/57 LageFlur: 18, Flurstück: 416/2, 416/7                                                                                                  | Zweigeteiltes giebelständiges Fachwerkhaus aus der Zeit nach dem Stadtbrand von 1626. Der Bau ist verputzt und verschiefert, zeigt aber die Geschossversätze und die Eckständer mit hervorragenden Flachschnitzereien, die Rankenmotive darstellen. Zum Conradis-Winkel hin befand sich ursprünglich eine Stall-Scheune. | nach 1626                            | 132988 DDB |
| Fachwerkhaus                                  | Fachwerkhaus                                  | Herborn, Hauptstraße 59/61 LageFlur: 18, Flurstück: 418/1, 420/1                                                                                                  | Wie Gebäude Nr. 55/57 im Kern ein Fachwerkbau der Zeit unmittelbar nach dem Stadtbrand von 1626. Die beiden verschieferten oberen Geschosse sind in ihrem ursprünglichen Gefüge erhalten. | nach 1626                            | 132989 DDB |
| Fachwerkhaus                                  | Fachwerkhaus                                  | Herborn, Hauptstraße 65 LageFlur: 18, Flurstück: 422/1 | Schmaler viergeschossiger Fachwerkbau von um 1700. Das oberste Geschoss wurde nachträglich aufgestockt. Der Bau ist verschiefert. Trotz der veränderten Fenster ist das ursprüngliche Fachwerkgefüge vermutlich weitgehend erhalten. Als Teil der in ihrer Entstehungszeit und in der Ausformung der Gebäudetypen sehr einheitlichen Bebauung in der Hauptstraße Kulturdenkmal. | um 1700                              | 132990 DDB |
| Fachwerkhaus                                  | Fachwerkhaus                                  | Herborn, Hauptstraße 67/69 LageFlur: 18, Flurstück: 430/7, 430/9                                                                                                  | Viergeschossiger verschieferter Fachwerkbau auf der nördlichen Seite von Tropps Winkel. Vom Fachwerkgefüge sind die reich verzierten Geschossversätze, im obersten Geschoss ein Eckständer mit flachgeschnitzten Rankenmotiven sowie an der zum Winkel gelegenen Traufseite eine Strebe mit Einhorn sichtbar. | 17. Jahrhundert                      | 132991 DDB |
| Fachwerkhaus                                  | Fachwerkhaus                                  | Herborn, Hauptstraße 70 LageFlur: 18, Flurstück: 479/1 | Schmaler giebelständiger Fachwerkbau, am südlichen Ende der Hauptstraße innerhalb des historischen Stadtbereichs. Der Bau ist verputzt, die Geschossüberstände lassen einen Fachwerkbau noch des 17. Jahrhunderts mit ursprünglich hallenförmigem Erdgeschoss erwarten. | 17. Jahrhundert                      | 132992 DDB |
| Fachwerkhaus                                  | Fachwerkhaus                                  | Herborn, Hauptstraße 74a LageFlur: 17, Flurstück: 55 | Viergeschossiger verschieferter Fachwerkbau. Er grenzt unmittelbar an die Stadtmauer und markiert zusammen mit dem gegenüberliegenden Bau Nr. 85 den Zugang zum mittelalterlichen Stadtkern. Er ist ferner Bestandteil der südlichen Platzfront des Holzmarktes. Die Giebelspitze ist bekrönt mit einer Wetterfahne noch des 17. Jahrhunderts. | 17. Jahrhundert                      | 132993 DDB |
| Fachwerkhaus                                  | Fachwerkhaus                                  | Herborn, Hauptstraße 75/77 LageFlur: 18, Flurstück: 435/4, 438/2                                                                                                  | Stattliches zweigeteiltes Bürgerhaus. Im Erdgeschoss befindet sich ein erhaltenswerter Ladeneinbau des 19. Jahrhunderts. Der Bau ist verschiefert, die reich gestalteten Geschossübergänge sind sichtbar, so dass insgesamt ein hervorragendes Fachwerkgefüge der Entstehungszeit zu erwarten ist. | 17. Jahrhundert                      | 132994     |
| Fachwerkhaus                                  | Fachwerkhaus                                  | Herborn, Hauptstraße 81 LageFlur: 18, Flurstück: 443/2, 443/3 | Der an der Einmündung der Turmstraße gelegene Eckbau. war ursprünglich Standort der Stadtapotheke „Zum Schwan“. Dem ursprünglich hallenförmigen Erdgeschoss des Fachwerkbaus sind zwei weitere Geschosse aufgestockt. Der Bau ist verschiefert bzw. verputzt. Sichtbar sind die profilierten Balkenköpfe und Füllhölzer am zur Hauptstraße gelegenen Giebel. | 17. Jahrhundert                      | 132995 DDB |
| weitere Bilder                                | Fachwerkhaus                                  | Herborn, Hauptstraße 83 LageFlur: 18, Flurstück: 484 | Fachwerkbau, der als Kopfbau einer Bebauungsinsel zwischen Turmstraße und Otto-Straße eine herausragende städtebauliche Position einnimmt. Die Giebelseite zur Hauptstraße ist verschiefert, die Traufseiten sind verputzt. Ausgenommen hiervon sind nur die Geschossversätze und die Eckständer. Der Bau hebt sich durch eine Fülle weiterer bemerkenswerter Details wie etwa die fränkischen Fenstererker oder Brüstungstafeln mit Beschlagwerk und Ohrmuschelmotiven ab. Ferner die Darstellung einer Justitia in einer weiteren Brüstungstafel. | erste Hälfte des 17. Jahrhunderts    | 132996 DDB |
| Wohnhaus                                      | Wohnhaus                                      | Herborn, Hauptstraße 84 LageFlur: 17, Flurstück: 566/59 | Der freistehende Bau ist Teil der Stadterweiterung südlich des mittelalterlichen Stadtgebiets. Der Bau zeichnet sich durch seine reiche klassizistische Dekorierung aus wie die Nutung des Erdgeschosses, die Verdachung bzw. Rahmung der paarweise angeordneten Fenster durch Pilaster, das Konsolgesims oder den flachgeneigten Dreiecksgiebel. | Drittes Viertel des 19. Jahrhunderts | 132997 DDB |
| Ehemaliger Gasthof „Zum Wilden Mann“          | Ehemaliger Gasthof „Zum Wilden Mann“          | Herborn, Hauptstraße 85, Ottostraße 2 LageFlur: 17, Flurstück: 173/1, 221/172                                                                                     | Verschieferter Fachwerkbau, der unmittelbar an die Stadtmauer angrenzt und zusammen mit dem gegenüberliegenden Bau Nr. 74a den Zugang zum mittelalterlichen Stadtgebiet markiert. Der Bau beherbergte ab der Mitte des 18. Jahrhunderts den Gasthof „Zum Wilden Mann“. | 17. Jahrhundert                      | 132998 DDB |
| Wohnhaus                                      | Wohnhaus                                      | Herborn, Hauptstraße 108 LageFlur: 15, Flurstück: 108/11 | Südlich des mittelalterlichen Stadtgebiets gelegener klassizistisch gestalteter Bau aus dem dritten Viertel des 19. Jahrhunderts, der ursprünglich Teil einer Gerberei war. Der zur Hauptstraße traufständige Bau mit flach geneigtem Satteldach besitzt einen risalitartigen Querbau, dessen Obergeschoss mit gusseisernem Balkon auf vier Konsolen. Bossierte Eckquaderung als weiteres Gliederungselement. | drittes Viertel des 19. Jahrhunderts | 132999 DDB |
| weitere Bilder                                | Hexenturm                                     | Herborn, Hexenturm o. Nr. LageFlur: 17, Flurstück: 191/1 | Der Turm sicherte den südöstlichen Eckpunkt der bald nach der Stadtrechtsverleihung von 1251 errichteten Stadtbefestigung. Der runde Turm besitzt ein verschiefertes Obergeschoss mit eingezogenem Zeltdach. | 1251                                 | 133053 DDB |
| Fachwerkhaus                                  | Fachwerkhaus                                  | Herborn, Holzmarkt 2 LageFlur: 17, Flurstück: 51/1 | Verputzter Fachwerkbau. Die beiden unteren Geschosse sind vermutlich mit durchgehenden Ständern aufgeschlagen und wurden ursprünglich vielleicht als Halle genutzt. Der Bau ist mit seinem Giebel Teil der westlichen Platzbegrenzung des Holzmarktes, mit der Traufseite Teil der südlichen Platzbegrenzung des Kornmarktes. | um 1700                              | 133000 DDB |
| Fachwerkhaus                                  | Fachwerkhaus                                  | Herborn, Holzmarkt 4 LageFlur: 17, Flurstück: 52/4 | Traufständiger verputzter Fachwerkbau mit kleinem Zwerchhaus in Gebäudemitte. Der Bau grenzt unmittelbar an die Stadtmauer an und ist Teil der südlichen Platzfront des Holzmarktes. Das Fachwerkgefüge erscheint ungestört. | um 1700                              | 133001 DDB |
| Fachwerkhaus                                  | Fachwerkhaus                                  | Herborn, Holzmarkt 6, Holzmarkt 4 LageFlur: 17, Flurstück: 52/4, 54/3                                                                                             | Verputzter Fachwerkbau mit ursprünglich hallenförmigem Erdgeschoss und zwei aufgestockten Geschossen. Im Erdgeschoss befindet sich ein erhaltenswerter Ladeneinbau des 19. Jahrhunderts. Wie die benachbarte Bebauung auf der südlichen Seite des Holzmarktes grenzt der Bau direkt an die Stadtmauer an. Das Fachwerkgefüge ist ungestört und von stattlichen Proportionen. | um 1700                              | 133002 DDB |
| Der 'Wassertempel' auf dem Rehberg            | Hochbehälter 'Rehberg'                        | Herborn, Im Hinterthal o. Nr. LageFlur: 30, Flurstück: 27/13 | Erbaut 1905/09 auf dem Rehberg im Stil eines griechischen Tempels. Über eine breite Freitreppe gelangt man in die offene Vorhalle mit vier leicht gebauchten dorischen Säulen. Der Giebel wird von einem Wappen der Stadt geziert. Der Hochbehälter wurde als erstes Wasserwerk 1905 für die Stadt Herborn geplant und 1909 eingeweiht | 1905/1909                            | 133280 DDB |
| Kaiser-Wilhelm-Denkmal                        | Kaiser-Wilhelm-Denkmal                        | Herborn, Kaiserstraße o. Nr. LageFlur: 20, Flurstück: 97/4 | Denkmal Kaiser Wilhelms I auf der linken Dilluferseite am Beginn der Kaiserstraße. Es wurde 1901 als Bestandteil der neuen Obertorbrücke errichtet. | 1901                                 | 133006 DDB |
| Wohnhaus                                      | Wohnhaus                                      | Herborn, Kaiserstraße 21 LageFlur: 21, Flurstück: 133/20 | Zweigeschossiger freistehender Wohnbau. Neben seiner geschichtlichen Bedeutung als Teil der Stadterweiterung auf dem linken Dillufer ist der Bau auch künstlerisch wertvoll. Der steile Giebel mit Krüppelwalm führt mit der betonten horizontalen Teilung in der Kehlbalkenzone Elemente des örtlichen Fachwerkbaus fort. Im Obergeschoss werden unterschiedliche Formen des Fenstererkers variiert. | nach 1900                            | 133003 DDB |
| Wohnhaus                                      | Wohnhaus                                      | Herborn, Kaiserstraße 30 LageFlur: 21, Flurstück: 82/1 | Freistehender, in Rohziegelmauerwerk errichteter Wohnbau. Bemerkenswert ist die freie Plastizität des Baukörpers, wie sie sich etwa in dem als isolierter Turm gestalteten Treppenhaus ausdrückt. Die Fassaden sind durch umlaufende Gesimse, die Fenster rahmende Blendbögen und durch Konsol- bzw. Bogenfriese als oberer Abschluss gegliedert. | nach 1900                            | 133004 DDB |
| weitere Bilder                                | Wohnhaus                                      | Herborn, Kaiserstraße 32 LageFlur: 21, Flurstück: 81/1 | Vielgliedriger freistehender Bau auf dem linken Dillufer am Beginn der Kaiserstraße, durch Bauinschrift datiert 1902. Der Bau zeichnet sich durch seinen Material- (Naturstein, Putz und Schiefer) und Formenreichtum aus: flacher Erker mit geschweiftem Giebel, Eckturm mit sehr schöner Haube, vielleicht eine Antwort auf die gegenüber liegende Stadtbefestigung mit dem erhaltenen Dill-Turm. | 1902                                 | 133005 DDB |
| Grenzsäule                                    | Grenzsäule                                    | Herborn, Kallenbachstraße o. Nr. LageFlur: 25, Flurstück: 37/1 | Grenzsäule des Herzogtums Nassau. Sie verdeutlicht den Gang der Territorialgeschichte im Dill-Gebiet. |                                      | 133048 DDB |
| Pfarrhaus                                     | Pfarrhaus                                     | Herborn, Kirchberg 4 LageFlur: 18, Flurstück: 83/1 | Bruchsteinbau mit 5:3 Fensterachsen. Eingang in der Mitte der Längsseite mit Freitreppe. Das bestehende Mansarddach mit den Querhäusern der Schmalseiten wurde in den Zwanziger Jahren unseres Jahrhunderts errichtet. Südlich liegt die zugehörige Pfarrscheune. Pfarrhaus und Scheune sind zusammen Kulturdenkmal aufgrund ihrer geschichtlichen Bedeutung. | 1840                                 | 133009 DDB |
| weitere Bilder                                | Evangelische Pfarrkirche                      | Herborn, Kirchberg 4A, Schulberg LageFlur: 18, Flurstück: 87/8, 92                                                                                                | Die Kirche liegt erhöht im Westen der Stadt. An ihrer Stelle wird der befestigte Königshof des achten und neunten Jahrhunderts vermutet. Die Kirche wurde 1219 erstmals erwähnt, 1231 erfolgte eine Schenkung an den Deutschen Orden. Von dem romanischen Bau sind lediglich Reste im Rumpf des Westturms sowie die zwei Chortürme erhalten, die heute den breiteren gotischen Chor einschnüren und unter dem Dach enden. Der in der ersten Hälfte des 14. Jahrhunderts errichtete Chor war ursprünglich flach gedeckt und erhielt Ende des 15. Jahrhunderts ein reiches Sterngewölbe, das durch aufgemaltes Rankenwerk verziert ist. An Wandmalereien sind im Chor ferner Szenen aus dem Leben Christi aus der Entstehungszeit des Chores und zwei Apostelpaare von um 1500 erhalten. Das heutige Schiff ist ein 1598–1609 durchgeführter Neubau von Konrad Rosbach. Der Raum hat einen nahezu quadratischen Umriss. Die flache Decke ruht auf zwei Längsunterzügen, die von zwei runden, steinernen Säulenpaaren getragen werden. Die ebenfalls um 1600 errichteten Emporen im Schiff sind zwei-, die im Chor eingeschossig. Der romanische Westturm stürzte 1787 ein, der Wiederaufbau wurde 1822 von Friedrich Ludwig Schrumpf abgeschlossen. Aus dieser Zeit stammt das flache Zeltdach mit hoher Haubenlaterne. | 1219                                 | 133012 DDB |
| Altes Pfarrhaus                               | Altes Pfarrhaus                               | Herborn, Kirchberg 5 LageFlur: 18, Flurstück: 59 | Zweigeschossiger, verputzter und verschieferter Fachwerkbau mit Krüppelwalmdach. Der Bau diente bis 1818 als Pfarrhaus. Er ist Teil einer Gebäudegruppe, die den Platz südlich der Pfarrkirche begrenzt. |                                      | 133010 DDB |
| Fachwerkhaus                                  | Fachwerkhaus                                  | Herborn, Kirchberg 6 LageFlur: 18, Flurstück: 58/1 | Dreigeschossiger Fachwerkbau; das Erdgeschoss ist verputzt, die beiden oberen Geschosse sind verschiefert. Der Bau wurde 1604 von Bicken transloziert. Als Fachwerkbau im Kern noch des 16. Jahrhunderts von besonderer geschichtlicher Bedeutung. Als vorübergehendes Pfarrhaus kommt ihm auch innerhalb der Herborner Stadtgeschichte ein besonderer Rang zu. | 1604                                 | 133011 DDB |
| 'II. Pfarrhaus'                               | 'II. Pfarrhaus'                               | Herborn, Kirchberg 8 LageFlur: 18, Flurstück: 55 | Im nur locker bebauten, erhöht gelegenen westlichen Teil der Stadt das sogenannte II. Pfarrhaus, erbaut 1607 und bis 1818 als Pfarrhaus genutzt. Über massivem Sockel zwei Fachwerkgeschosse, die durch ein vielfach profiliertes Balkengesims getrennt sind. In den Eckständern des Obergeschosses befinden sich schlanke Säulen. Das Dach ist verschiefert. Nach Norden und Süden jeweils zwei Querhäuser. Mittig vor der nördlichen Längsseite ist ein polygonaler Treppenturm mit abschließender Haube angeordnet. Zweiflügelige Tür mit festem Oberlicht, Ende 18. Jahrhundert. Vor dem Eingang ein Brunnen mit gusseiserner Pumpe, erste Hälfte 19. Jahrhundert. | 1607                                 | 133013 DDB |
| Wohnbau                                       | Wohnbau                                       | Herborn, Kirchberg 9 LageFlur: 18, Flurstück: 49/1 | Zweigeschossiger Wohnbau, der nach einem Entwurf von Ludwig Hofmann errichtet wurde. Einem Sockelgeschoss in Naturstein folgt ein Obergeschoss mit Satteldach in Fachwerk. Es wird Bezug auf die örtliche Bautradition genommen und die Lage an der ehemals hier verlaufenden Stadtmauer verdeutlicht. | 1890er Jahre                         | 133245 DDB |
| weitere Bilder                                | Schloss                                       | Herborn, Kirchberg 11 LageFlur: 18, Flurstück: 52/1 | Schloss Herborn | Ende 13. Jahrhundert                 | 132957 DDB |
| Wohnbau                                       | Wohnbau                                       | Herborn, Konrad-Adenauer-Straße 46 LageFlur: 14, Flurstück: 134/3                                                                                                 | Südlich des Herborner Stadtkerns in der Dilltal-Niederung gelegener freistehender eingeschossiger Wohnbau mit steilem Satteldach. Die Gestaltung des Baukörpers mit vielfältigen Materialwechseln (Naturstein, Putz, Schiefer, Fachwerk) und der Variation verschiedener Fensteröffnungen (Erker, Fensterband, kleine Lochöffnung) besitzt künstlerische Qualität. | um 1910                              | 133045 DDB |
| Fachwerkhaus                                  | Fachwerkhaus                                  | Herborn, Kornmarkt 1 LageFlur: 18, Flurstück: 450 | Inschriftlich 1550 datierter, giebelständiger Fachwerkbau, verschiefert bzw. holzverkleidet. Über dem ursprünglich hallenförmigen Erdgeschoss befinden sich zwei aufgestockte Geschosse. Als Fachwerkbau im Kern noch des 16. Jahrhunderts von besonderem geschichtlichen Wert, als Bestandteil der geschlossen erhaltenen Platzbebauung am Kornmarkt ferner städtebaulich bedeutsam. | 1550                                 | 133014 DDB |
| Fachwerkhaus                                  | Fachwerkhaus                                  | Herborn, Kornmarkt 2 LageFlur: 18, Flurstück: 672/272 | Teil eines traufständigen Fachwerkbaus. Über Kornmarkt 2 ein Zwerchhaus. Die Erdgeschosszone ist massiv erneuert. Darüber befinden sich zwei Fachwerkgeschosse mit reich profilierten Geschossübergängen, mit Beschlagwerk und rosettenartigen Motiven ornamentierte Brüstungstafeln und Eckständer mit Flachschnitzereien. | 17. Jahrhundert                      | 133015 DDB |
| Kornmarkt 3 (links) und Kornmarkt 5 (rechts)  | Fachwerkhaus                                  | Herborn, Kornmarkt 3 LageFlur: 18, Flurstück: 451 | Schmales giebelständiges Fachwerkbürgerhaus noch des 17. Jahrhunderts. Der Bau ist verschiefert bzw. im Bereich des heute zweigeschossig unterteilten Erdgeschosses verbreitert. Zwischen erstem und zweitem Obergeschoss sind profilierte Balkenenden und Füllhölzer sichtbar, die die genannte Entstehungszeit nahelegen. | 17. Jahrhundert                      | 133016 DDB |
| Fachwerkhaus                                  | Fachwerkhaus                                  | Herborn, Kornmarkt 4 LageFlur: 18, Flurstück: 267, 873/266 | Viergeschossiger Fachwerkbau, der inschriftlich 1594 datiert ist. Er schließt sich unmittelbar dem Bau Kornmarkt 4 an. Als Fachwerkbau noch des 16. Jahrhunderts von geschichtlicher Bedeutung, städtebaulich durch seine Lage zwischen Hoher Schule und Kommarkt hervorgehoben. | 1594                                 | 133063 DDB |
| Fachwerkhaus Kornmarkt 4                      | Fachwerkhaus                                  | Herborn, Kornmarkt 4 LageFlur: 18, Flurstück: 267, 873/266 | In Fachwerk errichtetes Eckgebäude an der Einmündung der Schulhofstraße in den Kornmarkt. Die beiden unteren Geschosse des Baus sind mit durchgehenden Ständern errichtet und wurden ursprünglich vielleicht als Halle genutzt. Zur Schulhofstraße ist eine ursprüngliche Ladenöffnung erhalten. Die beiden oberen aufgestockten Geschosse kragen über der Schulhofstraße vor und werden von Bugbändern abgefangen. Das am Eckständer ansetzende zeigt eine geschnitzte Schreckfigur. Neben dem erhaltenen Fachwerkgefüge zeichnet sich der Bau durch die geschnitzte Ornamentierung der Eckständer und der Geschossübergänge aus. In den Brüstungsgefachen befinden sich Feuerböcke. An einem zum Kornmarkt schmalen traufständigen Gebäudeteil treten als neue Schmuckelemente geschweifte Gegenstreben mit Nasen und rautenförmige, von vier knaggenartigen Hölzern gebildete Zierformen in den Gefachen hinzu. | 17. Jahrhundert                      | 133017 DDB |
| Kornmarkt 3 (links) und Kornmarkt 5 (rechts)  | Fachwerkhaus                                  | Herborn, Kornmarkt 5 LageFlur: 18, Flurstück: 902/455 | Schmaler viergeschossiger Fachwerkbau. Das Fachwerk verschiefert. Als Teil der Randbebauung des Kornmarktes aus dem 17. und 18. Jahrhunderts von geschichtlicher und städtebaulicher Bedeutung. | 1. Hälfte des 18. Jahrhunderts       | 133018 DDB |
| Fachwerkhaus                                  | Fachwerkhaus                                  | Herborn, Kornmarkt 6 LageFlur: 18, Flurstück: 872/266 | Schmaler giebelständiger Fachwerkbau, der in der ersten Hälfte des 18. Jahrhunderts ohne Seitenwände zwischen Kommarkt 4 und 8 eingefügt wurde. | erste Hälfte des 18. Jahrhunderts    | 133019 DDB |
| Fachwerkhaus                                  | Fachwerkhaus                                  | Herborn, Kornmarkt 7/9 LageFlur: 18, Flurstück: 459/1, 462/1 | Zweigeteiltes giebelständiges Bürgerhaus als Teil der geschlossen erhaltenen Randbebauung des Kommarktes. Der Bau ist verschiefert. Die sichtbar gelassenen Geschossübergänge sowie ein mit Schnitzereien versehener Eckständer zeigen, dass es sich um einen Fachwerkbau noch aus dem 17. Jahrhundert handelt. | 17. Jahrhundert                      | 133020 DDB |
| Fachwerkhaus                                  | Fachwerkhaus                                  | Herborn, Kornmarkt 10, Kornmarkt 8 LageFlur: 18, Flurstück: 261, 874/265                                                                                          | Giebelständiger Fachwerkbau an der Einmündung eines zum Mühlbach führenden Winkels in den Kornmarkt. Die reichen Schnitzereien an den Eckständem, die geschuppten bzw. tauartigen Stäbe an Schwelle, Rähm oder Füllhölzern lassen die Störung der Fachwerkwand des Giebels als sekundär erscheinen. | 17. Jahrhundert                      | 133021 DDB |
| Bürgerhaus                                    | Bürgerhaus                                    | Herborn, Kornmarkt 11/13 LageFlur: 18, Flurstück: 463, 464 | Zweigeteiltes Bürgerhaus, das mit Ausnahme der geringeren Ausmaße vom Typus her identisch ist mit dem benachbarten Bau Nr. 7/9. Wie dieser ist der Bau verschiefert mit sichtbar gelassenen profilierten Balkenköpfen und Füllhölzern mit einem vorgelegten Stab. Entlang der südlichen Traufseite führt eine Gasse zur Hauptstraße. | 17. Jahrhundert                      | 133022 DDB |
| Fachwerkhaus                                  | Fachwerkhaus                                  | Herborn, Kornmarkt 12 LageFlur: 18, Flurstück: 260/3 | Giebelständiger Fachwerkbau an dem zum Mühlbach führenden Winkel. Der Giebel und die zum Winkel gelegene Traufseite mit weiten Geschossvorkragungen. Eckständer als kannelierte Säulen. Das Gefüge in den oberen Geschossen mit enger Ständerstellung, Brüstungsriegeln und hohen Fußstreben ist sehr gut erhalten. Inschriftliche Datierung 1601. | 1601                                 | 133023 DDB |
| Fachwerkhaus                                  | Fachwerkhaus                                  | Herborn, Kornmarkt 15/17 LageFlur: 18, Flurstück: 469/2, 470/3 | Stattliches, zweigeteiltes Fachwerkbürgerhaus, inschriftlich erbaut 1617. Reiches Schmuckfachwerk mit Fränkischen Erkern und qualitätvollen Schnitzereien. Bemerkenswert ist der geschweifte Knickgiebel. Ursprünglich wies das Erdgeschoss eine hohe Halle auf, ehe es in Längsrichtung geteilt und ein Zwischengeschoss eingeschoben wurde. Erhalten sind eine bauzeitliche Spindeltreppe in der linken sowie ein komplett erhaltener Abortraum in der rechten Haushälfte, Fenster mit Wabenverbleiung an der Rückseite des Gebäudes sowie zahlreiche historische Türblätter und Kölner Decken. Der Bau ist Kulturdenkmal aufgrund seiner geschichtlichen, städtebaulichen und künstlerischen Bedeutung. | 1617                                 | 133024 DDB |
| weitere Bilder                                | Fachwerkhaus                                  | Herborn, Kornmarkt 22 LageFlur: 18, Flurstück: 243 | Stattlicher giebelständiger Fachwerkbau mit Krüppelwalm, inschriftlich 1609 datiert. Das Erdgeschoss war ursprünglich hallenförmig. Die Ständer der Halle und der aufgestockten Geschosse sind durch hohe Fußstreben ausgesteift. Ein Teil des Gebäudes wurde im 17. und 18. Jahrhundert als Synagoge genutzt. Ein jüdisches Ritualbad ist im Innern erhalten. | 1609                                 | 133025 DDB |
| Fachwerkhaus                                  | Fachwerkhaus                                  | Herborn, Kornmarkt 27 LageFlur: 18, Flurstück: 480/1 | Giebelständiger verschieferter Fachwerkbau mit sichtbaren Fachwerkteilen, die auf einen Bau im Kern des frühen 17. Jahrhunderts verweisen. | frühes 17. Jahrhundert               | 133026 DDB |
| Fachwerkhaus                                  | Fachwerkhaus                                  | Herborn, Kornmarkt 28 LageFlur: 18, Flurstück: 240/1 | Schmaler Fachwerkbau. Neben dem weitgehend ursprünglich erhaltenen Fachwerkgefüge sind bemerkenswert die Schmuckformen des Baus wie die im ersten Obergeschoss als Pilaster, im zweiten Obergeschoss als Säulen gestalteten Eckständer. In Gebäudemitte befindet sich jeweils ein Feuerbock als Gefachzierform. | um 1700                              | 133027 DDB |
| Fachwerkhaus                                  | Fachwerkhaus                                  | Herborn, Kornmarkt 34 LageFlur: 17, Flurstück: 49/6 | Die südliche Schmalseite des Kornmarktes dominierender Fachwerkbau, erbaut 1594, 1830 im klassizistischen Sinne umgestaltet. Als Sitz mehrerer Herborner Gelehrter und Amtsträger sowie 1870 als Ort des Neubeginns des katholischen Glaubenslebens kommt dem Bau ein besonderer Rang zu. | 1594                                 | 133028 DDB |
| Wohnhaus und Bürogebäude der Pumpenfabrik     | Wohnhaus und Bürogebäude der Pumpenfabrik     | Herborn, Littau 3 LageFlur: 3, Flurstück: 34/2 | Die Herborner Pumpenfabrik wurde 1874 von Johann Heinrich Hoffmann gegründet, mit den Sparten Maschinenbau und Eisen- und Metallgießerei bis 1915 wesentlich erweitert. Die Gründungsbauten sind im Stil des Historismus erbaut, insbesondere die Fabrikantenvilla als „Ritterburg“ mit einem Rundturm in Anlehnung an das Herborner Schloss. In den 1930er Jahren wurde das würfelförmige Bürohaus mit expressionistischer Klinkerfassade errichtet. Die beiden Gebäude sind ein wichtiges Zeugnis der Industriearchitektur des 19. Jahrhunderts und der 1930er Jahre. | 1874                                 | 133277 DDB |
| Fachwerkhaus                                  | Fachwerkhaus                                  | Herborn, Marktplatz 1/2 LageFlur: 18, Flurstück: 283/1, 284/1 | Künstlerische, geschichtliche und städtebauliche Bedeutung als gut proportionierter Sichtfachwerkbau der ersten Hälfte des 18. Jahrhunderts mit reichen Flachschnitzereien und Mansarddach am Herborner Marktplatz direkt gegenüber dem alten Rathaus und in hervorragender Ecksituation zum Schuhmarkt. | erste Hälfte des 18. Jahrhunderts    | 133029 DDB |
| Fachwerkhaus                                  | Fachwerkhaus                                  | Herborn, Marktplatz 3 LageFlur: 18, Flurstück: 275/3 | Giebelständiger Fachwerkbau noch des 17. Jahrhunderts mit einer vielfach profilierten gesimsartigen Gestaltung der Geschossübergänge, in den Gefachen zahlreiche Schmuckformen sowie Eckständer mit Flachschnitzereien. Im Innern ist ein wertvolles barockes Treppenhaus erhalten. | 17. Jahrhundert                      | 133030 DDB |
| Marktplatz 5(links) und Marktplatz 4 (rechts) | Fachwerkbau                                   | Herborn, Marktplatz 4 LageFlur: 18, Flurstück: 274/1 | Verputzter, in den oberen Geschossen und im Giebel verschieferter Fachwerkbau. Charakteristisch für diese Zeit sind die vergrößerten Geschosshöhen, die Axialität der Fassadengestaltung sowie der flach geneigte Dreieckgiebel mit halbrundem Fenster und radartiger Sprossung. Der Bau ist Teil der geschlossenen Randbebauung des Marktplatzes. | 1826                                 | 133031 DDB |
| Fachwerkbau                                   | Fachwerkbau                                   | Herborn, Marktplatz 5 LageFlur: 18, Flurstück: 273 | Zum Marktplatz verputzter, zum Kornmarkt verschieferter Fachwerkbau. Der Bau vermittelt den Übergang vom Marktplatz zum Kornmarkt, was durch die gleichartige Gestaltung der Dreieckgiebel zu beiden Plätzen unterstrichen wird. Der Bau ist ferner als Gegenpol zum zur gleichen Zeit umgestalteten Kornmarkt 34 zu sehen. | erste Hälfte des 19. Jahrhunderts    | 133032 DDB |
| Fachwerkhaus                                  | Fachwerkhaus                                  | Herborn, Marktplatz 6/7 LageFlur: 18, Flurstück: 448/1 | Fachwerkbau, im Kern des 17. Jahrhunderts, in bedeutsamer Lage am Übergang vom Marktplatz zum Kornmarkt. Er ist Teil der südlichen Platzfront des Marktplatzes sowie der nordöstlichen Platzbegrenzung des Kornmarktes. | 17. Jahrhundert                      | 133033 DDB |
| Fachwerkhaus                                  | Fachwerkhaus                                  | Herborn, Mühlbach 1/3 LageFlur: 18, Flurstück: 254/3 | Giebelständiges, zweigeteiltes Fachwerkbürgerhaus mit traufständigem, verputztem Anbau und verschiefertem Giebel. Entlang der südlichen Traufseite führt ein Winkel zum Kornmarkt. Kulturdenkmal aufgrund seiner geschichtlichen und städtebaulichen Bedeutung. | um 1700                              | 133035 DDB |
| Fachwerkbau                                   | Fachwerkbau                                   | Herborn, Mühlbach 2 LageFlur: 18, Flurstück: 692/212 | Unmittelbar an den rückwärtigen Bereich der Hohen Schule angrenzender traufständiger Fachwerkbau. Eingang in Gebäudemitte über Freitreppe, daneben jeweils zwei Fensterachsen, Mansardgiebel mit Zwerchhaus in der Achse des Eingangs. | spätes 18. Jahrhundert               | 133036 DDB |
| Baugruppe                                     | Baugruppe                                     | Herborn, Mühlbach 5/7 LageFlur: 18, Flurstück: 230/1, 230/3 | Traufständige Baugruppe mit jeweils schmalem Zwerchhaus am ehemals offenen Mühlbach. Die beiden Bauten sind in Fachwerk errichtet und sind ins 18. Jahrhundert zu datieren. Die Nutzung als Speicherbau bzw. Färberei dokumentiert die ursprüngliche Konzentration der Gewerbeansiedlung entlang des Mühlbaches. | 18. Jahrhundert                      | 133037 DDB |
| Doppelhaus                                    | Doppelhaus                                    | Herborn, Mühlgasse 5 LageFlur: 18, Flurstück: 29/1 | Eckbau an der Einmündung des Breiten Winkels in die Mühlgasse. Es handelt sich um ein Doppelhaus mit anschließendem Stall. Die Knaggenverriegelung der Giebelseite lässt einen noch spätmittelalterlichen Bau erkennen. Hervorzuheben ist auch die zweiflügelige Tür von Nr. 7 noch aus dem 18. Jahrhundert. |                                      | 133038 DDB |
| Fachwerkhaus                                  | Fachwerkhaus                                  | Herborn, Mühlgasse 7/9 LageFlur: 18, Flurstück: 315, 316 | Zweigeteiltes Fachwerkbürgerhaus noch des 17. Jahrhunderts. Der Bau liegt auf der südlichen Seite der Einmündung des Breiten Winkels. Er ist Bestandteil einer unter dem Aspekt des Bautypus und der Entstehungszeit einheitlichen giebelständigen Baugruppe in der Mühlgasse. | 17. Jahrhundert                      | 133039 DDB |
| Fachwerkbau                                   | Fachwerkbau                                   | Herborn, Mühlgasse 8 LageFlur: 18, Flurstück: 126 | Traufständiger Fachwerkbau, verputzt, der in die Zeit um 1700 zu datieren ist. Die beiden unteren Geschosse sind mit durchgehenden Ständern errichtet, darüber folgt ein weiteres aufgestocktes Geschoss. Das Dach verfügt über ein Zwerchhaus. Der auch geschichtlich bedeutsame Bau liegt städtebaulich markant an der Verbindung von Mühlgasse zum Kirchberg hinauf. | um 1700                              | 132963 DDB |
| Fachwerkbau                                   | Fachwerkbau                                   | Herborn, Mühlgasse 11, 13, 15 LageFlur: 18, Flurstück: 311, 312/1                                                                                                 | Giebelständiger Fachwerkbau. Einem ursprünglich hallenförmigen Erdgeschoss folgen zwei aufgestockte Geschosse. Der Bau gehört zur Gruppe der in Längsrichtung geteilten Bauten, als einziger Bau weist er eine Dreiteilung auf. Er ist Kulturdenkmal aufgrund seines geschichtlichen und städtebaulichen Wertes. Nr. 11 kommt zusätzliche Bedeutung zu als Geburtshaus des Herborner Architekten Ludwig Hofmann. | 17. Jahrhundert                      | 133040 DDB |
| Fachwerkhaus                                  | Fachwerkhaus                                  | Herborn, Mühlgasse 17 LageFlur: 18, Flurstück: 308/3 | Zweigeteiltes Fachwerkbürgerhaus. Dem ursprünglich hallenförmigen Erdgeschoss folgen zwei aufgestockte Geschosse. Fachwerk mit künstlerisch wertvollen Flachschnitzereien und ornamentierten Eckständern. Traufgasse mit weiter Geschossvorkragung, von Bugbändern unterfangen, das vordere mit Schreckfigur. Im Erdgeschoss befindet sich heute ein Ladenlokal. Der Bau ist Kulturdenkmal aufgrund seiner geschichtlichen, Künstlerischen und Städtebaulichen Bedeutung. | 17. Jahrhundert                      | 133041 DDB |
| Fachwerkbau                                   | Fachwerkbau                                   | Herborn, Mühlgasse 19 LageFlur: 18, Flurstück: 741/302 | Verputzter bzw. verschieferter giebelständiger Fachwerkbau mit Krüppelwalm. Als Bestandteil der einheitlichen Bebauung der östlichen Mühlgasse aus dem 17. und 18. Jahrhunderts Kulturdenkmal. | 1725 bis 1775                        | 133042 DDB |
| Fachwerkbau                                   | Fachwerkbau                                   | Herborn, Mühlgasse 21 LageFlur: 18, Flurstück: 293 | Dreigeschossiger Fachwerkbau. Der Bau diente ursprünglich vermutlich als Speicherbau. Er ist Bestandteil der einheitlichen Bebauung der östlichen Mühlgasse aus dem 17. und 18. Jahrhundert. | zweite Hälfte 18. Jahrhundert        | 133043 DDB |
| Fachwerkbau                                   | Fachwerkbau                                   | Herborn, Mühlgasse 25/27 LageFlur: 18, Flurstück: 288, 289 | Zweigeteilter giebelständiger Fachwerkbau, der verputzt bzw. plattenverkleidet ist. Die Proportionen des Baus, die Anordnung der Fenster und die sichtbaren Geschossvorsprünge lassen einen in seiner ursprünglichen Form erhaltenen Fachwerkbau des 17. Jahrhunderts erwarten. | 17. Jahrhundert                      | 133044 DDB |
| weitere Bilder                                | Rückert'sche Villa                            | Herborn, Nassaustraße 2 LageFlur: 23, Flurstück: 81/3 | Zweigeschossiger freistehender Bau aus dem ersten Jahrzehnt mit Mansarddach. Neben dem Turm auf der Süd-Ost-Ecke, der sich auf den gegenüberliegenden Stadtmauerverlauf beziehen mag, ist bemerkenswert die Ausführung der äußeren Wände vollkommen in bossiertem Naturstein. | Anfang des 20. Jahrhunderts          | 133046 DDB |
| Ehemalige Schule                              | Ehemalige Schule                              | Herborn, Nassaustraße 11 LageFlur: 18, Flurstück: 90/2 | In sichtbarem Rohziegelmauerwerk errichteter Schulbau von 1885 nach einem Entwurf von L. Hofmann. Der gut proportionierte Bau wird von einem risalitartigen Querbau mit Hauptportal mit Bezug zum Kirchplatz bestimmt. Der Bauteil ist durch besondere Detailformen wie etwa die Kreuzstockfenster in Werkstein oder die Giebelbekrönung hervorgehoben. | 1885                                 | 133062 DDB |
| Wohnhaus                                      | Wohnhaus                                      | Herborn, Nassaustraße 36 LageFlur: 25, Flurstück: 87/1 | Das Anwesen wurde 1913–14 nach den Plänen des überregional bekannten Architekten Ludwig Hofmann auch unter dessen Leitung erbaut. In seiner äußeren Gestaltung werden traditionelle Bauformen aufgenommen, wie etwa das Mansarddach, der mit Welscher Haube bekrönte Treppenturm und die beiden Erker mit Schweifgiebeln. In ihrer Reduktion verweisen diese Bauformen aber auch gleichzeitig auf den Jugendstil. Die Straßenfront wird geprägt von einem breiten Zwerchhaus und einer Vierer-Fenstergruppe, gefasst durch eine Natursteinrahmung, die aus dem hammerrechten Mauerwerk des Sockels aufsteigt. | 1913/14                              | 133276 DDB |
| Wohn- und Atelierbau Hofmann                  | Wohn- und Atelierbau Hofmann                  | Herborn, Nassaustraße 38 LageFlur: 25, Flurstück: 89/3 | Wohn- und Atelierbau des Herborner Architekten Ludwig Hofmann, 1888 errichtet. Das Ensemble von Wohnhaus, Atelier und Gartenhaus inmitten eines parkartigen Geländes mit erhaltener Einfriedung und Bepflanzung verdeutlicht den Lebens- und Arbeitsbereich eines gründerzeitlichen Architekten. Neben seiner geschichtlichen Bedeutung bildet der lebhaft gestaffelte Bau eine städtebaulich reizvolle Gruppierung mit dem gegenüberliegenden Schloss. | 1888                                 | 133047 DDB |
| Fachwerkhaus                                  | Fachwerkhaus                                  | Herborn, Ottostraße 1 LageFlur: 18, Flurstück: 485 | Giebelständiger Fachwerkbau auf der Bebauungsinsel zwischen Turm- und Ottostraße. Seine Proportionen sowie die erkennbaren Geschossüberstände lassen einen Fachwerkbau zumindest des 17. Jahrhunderts erwarten. Er ist als solcher Kulturdenkmal aufgrund seiner geschichtlichen Bedeutung. Im Zusammenhang mit den Nachbarhäusern ist ein auch städtebaulich bedeutsames Ensemble von Bauten des 16. und 17. Jahrhunderts erhalten. | 17. Jahrhundert                      | 133049 DDB |
| Fachwerkhaus                                  | Fachwerkhaus                                  | Herborn, Ottostraße 3/5 LageFlur: 18, Flurstück: 486, 487 | Dendrochronologische Untersuchungen ergaben als Entstehungszeit dieses Fachwerkhauses das Jahr 1591. Die Datierung wird gestützt durch die Fachwerkfiguration im Eckbereich. Es handelt sich somit um einen Bau im südöstlichen Stadtbereich, der den Stadtbrand von 1626 überdauerte. | 1591                                 | 133050     |
| Fachwerkbau                                   | Fachwerkbau                                   | Herborn, Ottostraße 4, 6, Ottostraße LageFlur: 17, Flurstück: 176/1, 177, 178                                                                                     | Dreigeschossiger verputzter Fachwerkbau der Zeit um 1700. Der giebelständige Bau grenzt unmittelbar an die Stadtmauer an. Unter dem Aspekt der Ablesbarkeit der Grenzen des mittelalterlich-frühneuzeitlichen Stadtgebietes kommt ihm besondere Bedeutung zu. | um 1700                              | 133051 DDB |
| Fachwerkbau                                   | Fachwerkbau                                   | Herborn, Ottostraße 10, Ottostraße 8 LageFlur: 17, Flurstück: 179, 180                                                                                            | Wie Ottostraße 4 grenzt auch dieser Bau unmittelbar an die mittelalterliche Stadtmauer. Es handelt sich um einen verputzten Fachwerkbau aus der Zeit um 1700. Er ist zweigeteilt; dem ursprünglich vielleicht hallenförmigen Erdgeschoss ist ein weiteres Geschoss aufgestockt. | um 1700                              | 133052 DDB |
| Speckturm                                     | Speckturm                                     | Herborn, Schmaler Weg o. Nr., Mühlbach LageFlur: 17, Flurstück: 209/11, 42/2                                                                                      | Der Mühlbach verließ hier durch eine rundbogige Maueröffnung das Stadtgebiet. Diese Öffnung war gesichert durch einen Rundturm, dessen Rumpf noch erhalten ist. Als Teil der noch im 13. Jahrhundert errichteten Stadtbefestigung Herboms Kulturdenkmal. | 13. Jahrhundert                      | 133055 DDB |
| Historische Stadtummauerung                   | Historische Stadtummauerung                   | Herborn, Schmaler Weg 5, Schmaler Weg, Kornmarkt 34, Hauptstraße 2, 87, Am schmalen Weg LageFlur: 17, 18, Flurstück: 17/5, 190/4, 209/9, 42/2, 44/1, 49/6, 14/4–6 | Ersterwähnung 1343, vermutlich aber schon bald nach Stadtrechtsverleihung 1251 noch im 13. Jahrhundert errichtet als Begrenzung des historisch bedeutsamen Stadtgefüges. Erhalten sind sechs Türme bzw. Tore in entweder erneuerter oder rudimentärer Form sowie Abschnitten des Mauerverlaufs. | 1343                                 | 178960 DDB |
| Fachwerkhaus                                  | Fachwerkhaus                                  | Herborn, Schmaler Weg 7/9 LageFlur: 17, Flurstück: 42/1 | Das Fachwerkhaus liegt unmittelbar am ehemaligen Lauf des Mühlbaches. Bemerkenswert ist die schiefwinklige Auskragung über den beiden unteren Geschossen, die trotz des engen geschwungenen Verlaufs des Schmalen Weges in den Obergeschossen große rechteckige Räume ermöglicht. | 17. Jahrhundert                      | 133054 DDB |
| ‚Scharfrichter-Haus‘                          | ‚Scharfrichter-Haus‘                          | Herborn, Schmaler Weg 17 LageFlur: 17, Flurstück: 16/6 | Der an der Ecke zur Hainstraße und unterhalb des Burgberges gelegene Bau wird in der örtlichen Überlieferung als Scharfrichter-Haus bezeichnet. Es handelt sich um einen Fachwerkbau noch des 16. Jahrhunderts. Der Bau ist verschiefert, sichtbar sind die Schwellen der oberen Geschosse auf den vorkragenden Balkenenden. Die beiden östlichen Gebäudeecken werden in den beiden Obergeschossen von polygonalen Erkern gebildet. | 16. Jahrhundert                      | 133056 DDB |
| weitere Bilder                                | Bürgerturm                                    | Herborn, Schulberg o. Nr. LageFlur: 18, Flurstück: 5/1 | Rundturm mit über einem Rundbogenfries vorkragendem Obergeschoss mit steilem Kegeldach. Als Teil der noch im 13. Jahrhundert errichteten Stadtbefestigung von geschichtlicher Bedeutung. | 13. Jahrhundert                      | 133061 DDB |
| Schulberg 1                                   | Fachwerkbau                                   | Herborn, Schulberg 1 LageFlur: 18, Flurstück: 877/76 | Verputzter, im Giebeldreieck verschieferter Fachwerkbau, der am Beginn des zur Pfarrkirche führenden Treppenweges besonders prägnant durch seine freistehende Lage ist. Zum zweiten Obergeschoss ist ein ausgeprägter Geschossversatz zu sehen, der ein handwerklich hervorragendes, im Gefüge ungestörtes Fachwerk erwarten lässt. | 17. Jahrhundert                      | 133007 DDB |
| Schulberg 3, 3A                               | Fachwerkbau                                   | Herborn, Schulberg 3/3a LageFlur: 18, Flurstück: 78, 79/1, 816/79                                                                                                 | Dreigeschossiger verputzter bzw. verschieferter Fachwerkbau mit Quergiebel bzw. schmalem Querhaus nach Osten. Wohnsitz des an der Hohen Schule lehrenden Prof. Lorsbach. Vor der Ostseite ein etwas jüngerer, plattenverkleideter Fachwerkbau. | 16. Jahrhundert                      | 133008 DDB |
| weitere Bilder                                | Fachwerkbau                                   | Herborn, Schulberg 9 LageFlur: 18, Flurstück: 95 | Am Ende des Treppenweges zwischen Schulberg und Dreihäusergasse gelegener giebelständiger Fachwerkbau von um 1600. Dem hallenförmigen Erdgeschoss – der seitlich liegende Zugang ist mit einer ursprünglichen rundbogig abgeschlossenen Gewände erhalten – folgen zwei aufgestockte Geschosse: die Rähmhölzer besitzen jeweils einen Klötzchenfries, die auf den profilierten Balkenköpfen aufliegenden Schwellen Schiffskehlen, darüber einen von Perlen unterbrochenen Stab. Zum ersten Obergeschoss führt ein Steg, der das Gebäude Schulberg 10 durch Nr. 9 hindurch mit dem rückwärtig des Gebäudes gelegenen Kirchhof verbindet. Fachwerkbau und Steg sind Kulturdenkmale. | um 1600                              | 133057 DDB |
| Fachwerkbau                                   | Fachwerkbau                                   | Herborn, Schulberg 10 LageFlur: 18, Flurstück: 651/5, 689/109 | Traufständiger verputzter bzw. verschieferter Fachwerkbau. Der Bau ist über einen Steg, der durch das gegenüberliegende Gebäude Kirchberg 9 hindurchführt, direkt mit dem Kirchberg verbunden. Diese Verbindung dokumentiert ein altes Wegerecht. Fachwerkbau und Steg sind Kulturdenkmale. | 17. Jahrhundert                      | 133058 DDB |
| weitere Bilder                                | Fachwerkbau                                   | Herborn, Schulberg 11 LageFlur: 18, Flurstück: 94 | Städtebaulich bedeutsam gelegener Eckbau am Ende des unteren Kirchberges. Verputzter Fachwerkbau mit ursprünglich hallenförmigem Erdgeschoss, darüber ein aufgestocktes Geschoss mit sich abzeichnendem Geschossüberstand. Über dem Eingang Inschrift und Datierung 1584. Als Fachwerkbau im Kern noch des 16. Jahrhunderts von geschichtlicher Bedeutung. | 1584                                 | 133059 DDB |
| Bild gesucht BW                               | Wohngebäude                                   | Herborn, Schulberg 12 LageFlur: 18, Flurstück: 110 | | 1564/65                              | 964079 DDB |
| Schulberg 18                                  | Fachwerkwohnhaus 'fuchse höhl'                | Herborn, Schulberg 18, Schulberg LageFlur: 18, Flurstück: 124/1, 861/124                                                                                          | In seinen Längswänden noch überwiegend aus spätmittelalterlichem Fachwerk. Erbauungszeit dendrochronologisch datiert auf 1511 mit einschneidendem Umbau etwa 1830. Das Gebäude gehört mit dem Corvin'schen (ehemals Muderbach'schen) Hof in einen städtebaulichen und historischen Zusammenhang und gilt als wertvolle Bereicherung des Baubestandes im Umfeld der Torgasse der „Steinernen Pforte“. | 1511                                 | 133278 DDB |
| weitere Bilder                                | Fachwerkhallenhaus                            | Herborn, Schulberg 20/22 LageFlur: 18, Flurstück: 115/2 | Die Erbauungszeit dieses Fachwerkhauses liegt dendrochronologisch untersucht bei 1449/50 (Dach). Hundert Jahre später fand ein wichtiger Umbau statt, der zumindest die Südfassade des Hallengebäudes betraf. Hier könnten Spuren einer alten Fenstergalerie vorliegen. Erhalten ist eine kleine, ab dem Zwischengeschoss durchgehende Wendeltreppe wohl von 1609 im östlichen Hausteil. | 1449                                 | 133279 DDB |
| weitere Bilder                                | Corvin’sche Druckerei                         | Herborn, Schulberg 26, 28, Schulberg, Nassaustraße 1 LageFlur: 18, Flurstück: 37/8, 37/9, 44/1, 45/2, 45/3                                                        | Eine heute dreiseitig geschlossene Hofanlage, die von Fachwerkbauten gebildet wird. Das Vorderhaus noch aus dem 16. Jahrhundert mit achteckigem, inschriftlich 1606 datiertem Treppenturm. Die Baugruppe wird rückwärtig von der Stadtmauer mit der vermauerten „Steinern Pforte“ abgeschlossen. Der Name des Hofes bezieht sich auf den Züricher Buchdrucker Corvin, der 1591 den ursprünglichen Besitz der Herren von Mudersbach erwarb. Der gesamte Hof, einschließlich der angrenzenden Stadtmauer, ist Kulturdenkmal aufgrund seiner geschichtlichen Bedeutung. | 16. Jahrhundert                      | 133060 DDB |
| Fachwerkbau                                   | Fachwerkbau                                   | Herborn, Schulhofstraße 2 LageFlur: 18, Flurstück: 924/271 | Im Kern ein traufständiger Fachwerkbau. 1774 starb hier Johann Daniel Leers. Die beiden oberen verschieferten Geschosse sind in ihrem ursprünglichen Gefüge erhalten und Kornmarkt 2 vergleichbar. Der Bau ist noch als Teil der nördlichen Platzwand des Kornmarktes anzusehen. | 17. Jahrhundert                      | 133064 DDB |
| weitere Bilder                                | Hohe Schule                                   | Herborn, Schulhofstraße 3/5 LageFlur: 18, Flurstück: 219/2, 714/221, 715/221                                                                                      | Altes Rathaus von Herborn, ab 1591/92 befand sich hier bis 1817 der Standort der 1584 von Graf Johann VI. gegründeten Hohen Schule. Die U-förmig geschlossene Hofanlage beherbergt heute das Heimatmuseum mit Bibliothek. Sie ist von der Straße durch ein korbbogig abgeschlossenes Portal zugänglich. Hauptbau ist ein zweigeschossiger Bruchsteinbau, der an der Giebelfront befindliche Erker wurde 1645 angefügt. Der Fachwerkgiebel des Dachgeschosses mit profilierten Versätzen der vorderen Dachgeschossbalken und durchgehenden Reihen von Zierformen in den Brüstungsgefachen wurde 1591 erbaut. Die zum Hof gewandte Längsseite besitzt drei Zwerchhäuser, an der südwestlichen Gebäudeecke befindet sich ein runder Treppenturm. Im Erdgeschoss die als Aula genutzte große Halle, deren auf Konsolen ruhende Balkendecke das Erdgeschoss in Querrichtung stützenfrei überspannt. Im Winkel zum Hauptbau die ehemalige Mensa aus dem frühen 17. Jahrhundert mit oktogonalem Eckturm. Der Bau begrenzt den Straßenraum des südlich gelegenen Mühlbaches. Die westliche Seite des Hofes wird eingenommen von einem Fachwerkbau ebenfalls noch des 17. Jahrhunderts, dem ehemaligen Brauhaus, das später von Professoren der Hohen Schule bewohnt wurde. Im Hof befindet sich ein schöner gusseiserner Brunnen des 19. Jahrhunderts. | 1591                                 | 133065 DDB |
| Fachwerkhaus                                  | Fachwerkhaus                                  | Herborn, Schulhofstraße 8 LageFlur: 18, Flurstück: 144/1 | Schmaler giebelständiger Fachwerkbau. Er ist im Giebel verschiefert, im Erdgeschoss ist das Fachwerk freigelegt. Bemerkenswert ist die schöne horizontal geteilte Tür mit diagonal angeordneten Füllungen. Neben seinem geschichtlichen Wert in der typologischen Ausprägung des kleinen Bürgerhauses städtebaulich bedeutsam gelegen am Zusammentreffen von Chaldäergasse, Burgberg, Schulberg und Schulhofstraße. | frühes 18. Jahrhundert               | 133066 DDB |
| Handwerkerhaus                                | Handwerkerhaus                                | Herborn, Turmstraße o. Nr. LageFlur: 18, Flurstück: 396/5 | Erbaut im 18. Jahrhundert als kombinierte Scheune mit Wohnteil. Bedeutsamer und für die Gewerbegeschichte der Stadt Herborn charakteristischer Bautypus mit erdgeschossiger Nutzung als Lager, Werkstatt und Stall sowie obergeschossiger Nutzung als Logis für die Handwerksgesellen. Verändert im 19. Jahrhundert. Erhebliche städtebauliche Funktion für die Abwicklung und räumliche Abgrenzung von ?Conradis Winkel". Dieser Winkel gehört wie der Breite Winkel zu den für das Altstadtbild und den historischen Stadtgrundriss von Herborn kennzeichnenden Strukturmerkmalen. Verstärkt wird die Wirkung des Gebäudes durch seine deutliche Höhenentwicklung und das Motiv des bis auf die Traufseite des Daches aufgesetzten Hessengiebels. | 18. Jahrhundert                      | 133274 DDB |
| Fachwerkhaus                                  | Fachwerkhaus                                  | Herborn, Turmstraße 2 LageFlur: 18, Flurstück: 329/4 | Im rückwärtigen Bereich des Baus, der von der Turmstraße aus einsehbar ist, befindet sich ein auf mit Schnitzereien ornamentierten Bugbändern vorkragen des Obergeschosses, das zusätzlich durch eine Stütze abgefangen wird. Im Kern ein Fachwerkbau des 17. Jahrhunderts, der als solcher von geschichtlicher Bedeutung ist. Er erhält zusätzlichen Wert durch die beschriebenen Bauteile. | 17. Jahrhundert                      | 132967 DDB |
| Turmstraße 6 (rechts im Bild)                 | Fachwerkhaus                                  | Herborn, Turmstraße 6 LageFlur: 18, Flurstück: 334/1 | Fachwerkbau, der an der Einmündung eines Haupt- und Turmstraße verbindenden Winkels liegt. Zum Winkel hin ein weiter Überhang des Obergeschosses, der von Bügen abgefangen wird. Dem rückwärtigen Bereich des Baus schließt sich eine als Wohnraum genutzte Überbauung des Winkels an. | um 1700                              | 133067 DDB |
| Fachwerkhaus                                  | Fachwerkhaus                                  | Herborn, Turmstraße 8 LageFlur: 18, Flurstück: 335, 337/5 | Verputzter giebelständiger Fachwerkbau vermutlich noch des 17. Jahrhunderts. Der ursprünglich als Halle ausgebildeten Erdgeschoss-Zone mit durchgehenden Ständern folgt ein aufgestocktes Geschoss. Der sichtbare Geschossübergang lässt ein in künstlerischer und handwerklicher Hinsicht hochstehendes Fachwerkgefüge erwarten. | 17. Jahrhundert                      | 133068 DDB |
| Fachwerkhaus                                  | Fachwerkhaus                                  | Herborn, Turmstraße 18/20 LageFlur: 18, Flurstück: 385/1, 386/1                                                                                                   | Fachwerkbau, der aufgrund seiner Gebäudeform in die Zeit um 1700 zu datieren ist. An der Ecke Bahnhofstraße/Turmstraße, die sehr stark von einer Überformung des Stadtbildes aus der Zeit nach 1900 geprägt ist, kommt dem Bau besondere Bedeutung in der Verdeutlichung der unterschiedlichen Etappen der Stadtgeschichte zu. | um 1700                              | 133069 DDB |
| Scheune                                       | Scheune                                       | Herborn, Turmstraße 30 LageFlur: 18, Flurstück: 420/2 | In Fachwerk errichteter Scheunenbau von großem Volumen. Er verdeutlicht den ackerbürgerlichen Charakter der Stadt in der Turmstraße. | 18. Jahrhundert                      | 133070 DDB |
| Fachwerkhaus                                  | Fachwerkhaus                                  | Herborn, Turmstraße 34 LageFlur: 18, Flurstück: 423/1, 423/2 | Giebelständiger verputzter Fachwerkbau. Er gehört zur Gruppe eines in der Hauptstraße sich wiederholenden einheitlichen Gebäudetyps, der durch das Zusammenfassen der beiden ersten Geschosse vermutlich mit durchgehenden Ständern, ein aufgestocktes weiteres Geschoss und durch die ungeteilte Nutzung charakterisiert wird. Darin unterscheiden sich die Bauten besonders von denen der Hauptstraße. | um 1700                              | 133071 DDB |
| Fachwerkhaus                                  | Fachwerkhaus                                  | Herborn, Turmstraße 36 LageFlur: 18, Flurstück: 430/2 | Verputzter Fachwerkbau von dem nur eine schmale Gebäudezone vorhanden ist. An der Einmündung von Tropps Winkel gelegen, kommt dem Bau besondere Bedeutung in der Verdeutlichung des historischen Stadtgrundrisses zu und ist deshalb Kulturdenkmal. | um 1700                              | 133072 DDB |
| Mietwohnungshäuser                            | Mietwohnungshäuser                            | Herborn, Walther-Rathenau-Straße 45, 47, 49 LageFlur: 19, Flurstück: 292/50, 293/58                                                                               | Drei in geschlossener Bauweise errichtete Mietwohnungshäuser, die sich durch eine malerische Gestaltung der großen Baumasse mit Querhäusern und verschiedenartigen Erkerformen auszeichnen. Die Bauten wurden vor dem Ersten Weltkrieg für Angestellte einer Herborner Fabrik errichtet. | vor 1914                             | 133073 DDB |
| Villa                                         | Villa                                         | Herborn, Westerwaldstraße 11 LageFlur: 15, Flurstück: 1/3 | Mit klassizistischen Gestaltungselementen errichtete Villa mit Remise. Bauherr war der Eigentümer der bei Sinn gelegenen Wilhelmswalze. | 1870er Jahre                         | 133074 DDB |
| weitere Bilder                                | Amtsgericht                                   | Herborn, Westerwaldstraße 16 LageFlur: 16, Flurstück: 44/2 | Bau in Rohziegelmauerwerk mit Werksteingliederung. Bemerkenswert ist besonders der Giebel des zur Westerwaldstraße gelegenen Querbaus. Der mit einer Freitreppe erschlossene Zugang zum Hauptportal wird von einer Archivolte gerahmt, die Fenster des Obergeschosses besitzen einen Kreuzstock. Den Abschluss bildet eine Fenstergruppe mit Wappen. | 1890er Jahre                         | 133075 DDB |
| Villa Bömper                                  | Villa Bömper                                  | Herborn, Westerwaldstraße 17 LageFlur: 16, Flurstück: 75/1 | Erbaut 1897 im Auftrag des Maurermeisters und Bauunternehmers Louis Bömper durch Ludwig Hofmann in unmittelbarer Nähe der schon länger bestehenden Bömper'schen Ziegelei, aus der 1904/05 der „Ringofen“ wurde. Die Verwendung verschiedenster Materialien bestimmt das Bild des Gebäudes. Der Eingangsbereich im Treppenturm mit Fachwerkobergeschoss akzentuiert durch Hängewerk und erhaltener zweiflügeliger Haustür. Der zweigeschossige Eckanbau mit Fensterbändern jüngeren Datums (1970er Jahre) komplett holzvertäfelt. Der Bau verputzt bzw. mit Rohziegeln mit Werksteingliederung verkleidet. Die Fenster des Hauptbaus mit Kreuzstock, im Dachgeschoss ein Okulus. Erhalten ist neben der Bleiverglasung in den Fenstern des Treppenturms auch die straßenseitige Giebelbekrönung. | 1897                                 | 133281 DDB |

#### Ehemalige Kulturdenkmäler
| Bild            | Bezeichnung  | Lage                                                  | Beschreibung | Bauzeit         | Objekt-Nr. |
| --------------- | ------------ | ----------------------------------------------------- | --- | --------------- | ---------- |
| Bild gesucht BW | Fachwerkhaus | Herborn, Chaldäergasse 1 LageFlur: 18, Flurstück: 218 | Im Kern ein Fachwerkbau noch des 18. Jahrhunderts. Das Haus ist geschichtlich bedeutsam als Geburtsstätte des Zeichners und Radierers Wilhelm Thielmann (1868–1924), der ab 1903 in Willingshausen lebte und die Darstellung bäuerlicher Motive der Schwalm zum Inhalt seiner Arbeit machte. Thielmann starb 1924 in Kassel. | 18. Jahrhundert | 132959 DDB |

### Herbornseelbach
| Bild                                                         | Bezeichnung              | Lage | Beschreibung | Bauzeit                              | Objekt-Nr. |
| ------------------------------------------------------------ | ------------------------ | --- | --- | ------------------------------------ | ---------- |
| Bahnhof                                                      | Bahnhof                  | Herbornseelbach, Am Bahnhof LageFlur: 21, Flurstück: 105/5 | Typenbau von 1901 (wie Bf Wommelshausen) nördlich der Strecke aus Fachwerk eingeschossig- traufenständig mit zentralem Giebel und mittels gekreuzter Streben übergiebelter Fenster; Räume für Personenabfertigung und Güterlagerung. | 1901                                 | 161988 DDB |
| Fachwerkhaus                                                 | Fachwerkhaus             | Herbornseelbach, Auf der Lück 7 LageFlur: 23, Flurstück: 61 | An der Einmündung des Neuen Weges in die Fahlerstraße städtebaulich wichtig gelegener Fachwerkbau um 1700. Das erhaltene Fachwerkgefüge ist handwerklich und künstlerisch wertvoll und deshalb Kulturdenkmal. Hervorzuheben sind die regelmäßige Reihung der Mannformen, im Giebel die Betonung der Gebäudemitte durch deren vertikale Folge, die Zierformen in den Gefachen, wie Diagonalstreben oder Feuerböcke, und schließlich die profilierten Geschossversätze. | um 1700                              | 133108 DDB |
| Alte Bruchsteinbrücke über sie Aar bei Herborn-Seelbach, BRD | Aarbrücke                | Herbornseelbach, Dernbacher Weg, Aar (Gew. II) LageFlur: 21, 42, 70, Flurstück: 164/1, 165, 166/3, 202/84, 238/53, 241/53, 256/161, 30, 442/3, 442/4, 477/242, 478/243, 479/243, 479/244, 499/442, 500/442, 49 | Südlich der geschlossenen Ortslage eine dreibogige Bruchsteinbrücke über die Aar. Die beiden Wasserpfeiler besitzen Vorköpfe, über den Bögen verläuft ein gesimsartiger Vorsprung. Die Brücke ist als Verkehrsbau Kulturdenkmal aufgrund ihrer technikgeschichtlichen Bedeutung. | 18. Jahrhundert                      | 133111 DDB |
| Bild gesucht BW                                              | Sachgesamtheit Eisenbahn | Burg, Eisenbahn, Junostraße 18, 22, Junostraße, Im Feuchtert, Auf der Aar, Aar (Gew. II) LageFlur: 21, 40, 42, 68–73, Flurstück: 105/10, 105/12, 105/14, 105/15, 105/5, 105/9, 14/6, 154/22, 30/4, 19/4, 19/7, 19/9, 236/2, 437/11, 442/4, 442/5, 471/233, 474/241, 479/245, 2, 3, 6, 7, 19, 20/2, 21, 22, 4, 5, 1/1, 1/2, 18, 20, 24–27, 38/2, 3/1, 35, 37/1, 38, 40, 44–46, 49/1, 8, 61, 73/1, 73/2, 74, 75/1, 75/2 | |                                      | 953301     |
| Laufbrunnen                                                  | Laufbrunnen              | Herbornseelbach, Fahlerstraße o. Nr. LageFlur: 23, Flurstück: 103 | Gusseiserner Brunnen aus dem letzten Viertel des 19. Jahrhunderts mit längsrechteckigem Trog und von einem Knauf bekröntem Brunnenstock. Die geschweift umrandeten Füllungen des Troges besitzen ein sternförmiges Ornament in flachem Relief. Zusammen mit dem hinter dem Brunnen liegenden Streckhof markiert er einen hervorgehobenen Ort in der Fahlerstraße | letztes Viertel des 19. Jahrhunderts | 133098 DDB |
| Fachwerkscheune                                              | Fachwerkscheune          | Herbornseelbach, Fahlerstraße o. Nr. LageFlur: 22, Flurstück: 3/1 | An einem von der Fahlerstraße aus erschlossenen Hof gelegene Fachwerkscheune der Zeit um 1700, die trotz des Garageneinbaus ihr typisches Erscheinungsbild als dreizoniger, mit durchgehenden Ständern aufgeschlagener Bau und geschossweiser Aussteifung durch hohe Fußstreben bewahrt hat. Es kommt ihr so geschichtliche Bedeutung zu; städtebaulich ist die Scheune mit ihrer rückwärtigen Front bedeutsam für die Einmündung des Neuen Weges in die Fahlerstraße. | um 1700                              | 133101 DDB |
| Altes Rathaus                                                | Altes Rathaus            | Herbornseelbach, Fahlerstraße o.Nr. LageFlur: 23, Flurstück: 44/3 | Dreigeschossiger Fachwerkbau in herausgehobener Lage unterhalb des Kirchberges. Der Rähmbau ist geschossweise durch hohe Fußstreben ausgesteift; die Geschossversätze sind profiliert und mit Zierformen wie etwa dem umlaufenden Klötzchenfries versehen. Die Eckständer mit eingestellten Säulen bzw. als Pfosten mit Beschlagwerk. Über der ehemaligen Einfahrt eine zweizeilige Inschrift: WAN MIR NICH GOT HET DIE GENAD VERLAYEN SO HET ICH MICHEL SCHFER DAS HAUS NICHT KUNDE BAUEN . . . Der Bau ist als Rathaus durch seine Lage und durch die Qualität der Fachwerkkonstruktion mit reichen Zierformen Kulturdenkmal. | 17. Jahrhundert                      | 133096 DDB |
| Streckhof                                                    | Streckhof                | Herbornseelbach, Fahlerstraße 11 LageFlur: 23, Flurstück: 102 | Giebelständiger Streckhof mit schöner Haustür der Zeit um 1800. Der verschieferte Wohnteil ist ein Fachwerkbau derselben Zeit. Neben der geschichtlichen Bedeutung als Beispiel einer regional typischen Hofform ist der Bau zusammen mit dem vor dem Giebel gelegenen gusseisernen Brunnen ein herausgehobener Ort in der Fahlerstraße und deshalb auch städtebaulich bedeutsam | um 1800                              | 133097 DDB |
| Fachwerkhaus                                                 | Fachwerkhaus             | Herbornseelbach, Fahlerstraße 22 LageFlur: 22, Flurstück: 15/1 | Fachwerkbau mit einem handwerklich und künstlerisch wertvollen Giebel. Der Bau ist zudem Teil einer geschlossenen Baugruppe, die den südöstlichen historischen Ortsrand in der Zeit des 17. und 18. Jahrhunderts markiert. | um 1700                              | 133099 DDB |
| Fachwerkhaus                                                 | Fachwerkhaus             | Herbornseelbach, Fahlerstraße 24/26 LageFlur: 22, Flurstück: 27, 28 | Traufständiger, etwas von der Straße zurückgesetzter Bau. Im Osten ein Fachwerkgiebel, dem durch seine Schmuckformen der Zeit um 1700 besonderer künstlerischer Wert zukommt. Ein vergleichbares ungestörtes Fachwerkgefüge ist zumindest für das Obergeschoss der Traufseite zu erwarten. Der Bau ist aufgrund der Qualität des Fachwerks künstlerisch und geschichtlich bedeutsam. | um 1700                              | 133100 DDB |
| Laufbrunnen in der Hardtstraße                               | Laufbrunnen              | Herbornseelbach, Hardtstraße o. Nr. LageFlur: 23, Flurstück: 169/4 | Gusseiserner Brunnen aus dem letzten Viertel des 19. Jahrhunderts, der geschichtlich bedeutsam ist als regionales Industrieprodukt. Die Seiten des achteckigen Troges mit mittigem Brunnenstock tragen in flachem Relief ein Ornament mit jeweils zwei symmetrisch angeordneten Vögeln. Zusammen mit der Linde und der evangelischen Kirche bildet der Brunnen ein städtebaulich bedeutsames Ensemble und ist deshalb Kulturdenkmal. | letztes Viertel des 19. Jahrhunderts | 133102 DDB |
| Fachwerkbau                                                  | Fachwerkbau              | Herbornseelbach, Hardtstraße 6, Vor der Hardt 2, 3 LageFlur: 23, Flurstück: 34, 35, 36 | Der Giebel des Fachwerkbaus zeigt ein weitgehend ursprüngliches Gefüge mit weit gespreizten Mannformen und zahlreichen Schmuckformen, wie etwa der Klötzchenfries des Kehlbalkens oder die darüber befindliche halbe Rosette. | um 1700                              | 133109 DDB |
| Backhaus                                                     | Backhaus                 | Herbornseelbach, Hohe Straße o. Nr. LageFlur: 20, Flurstück: 3 | Vollkommen in Bruchstein errichtetes Backhaus mit Fenster- und Türgewänden in Werkstein. Der kleine Funktionsbau ist wichtiger Bestandteil des bäuerlichen Lebens | 1851                                 | 133106 DDB |
| Fachwerkscheune                                              | Fachwerkscheune          | Herbornseelbach, Im Alten Garten o. Nr. LageFlur: 20, Flurstück: 102, 103 | Vollkommen in ihrer ursprünglichen Form erhaltene Fachwerkscheune. In einer der beiden dem Torsturz als Auflager dienenden Knaggen befindet sich die inschriftliche Datierung 1625. Die Scheune gehört somit zu den ältesten bäuerlichen Wirtschaftsbauten im Dillgebiet. Ihr Alterswert verleiht ihr geschichtliche Bedeutung und macht sie zum Kulturdenkmal. | 1625                                 | 133103 DDB |
| Ehemaliges Forsthaus                                         | Ehemaliges Forsthaus     | Herbornseelbach, Jägerhausstraße 1/3 LageFlur: 25, Flurstück: 1/1, 1/2, 2/2, 4/3 | In Bruchstein errichteter zweigeschossiger Bau mit Krüppelwalm über hochliegendem Sockelgeschoss. Der ins letzte Viertel des 18. Jahrhunderts zu datierende Bau zeichnet sich durch seine Axialität aus. In Gebäudemitte ein Zwerchhaus mit Dreiecksgiebel und zum Eingang führender Freitreppe. Im Winkel zum Wohnbau eine Scheune derselben Entstehungszeit. Beide Bauten sind Kulturdenkmale. | letztes Viertel des 18. Jahrhunderts | 133107 DDB |
| Fachwerkbau                                                  | Fachwerkbau              | Herbornseelbach, Laurentiusgasse 1 LageFlur: 19, Flurstück: 96 | Zweigeschossiger Fachwerkbau, der durch die Ungestörtheit des Gefüges mit einer feinen Profilierung des Geschossübergangs handwerklich und künstlerisch bedeutsam ist. Gegenüber der Kirche ist der Bau durch seine Lage hervorgehoben. | um 1700                              | 133104 DDB |
| Fachwerkbau                                                  | Fachwerkbau              | Herbornseelbach, Marburger Straße 21, Marburger Straße LageFlur: 23, Flurstück: 180, 181 | An der Ecke Hohe Straße – zum Ortskern führend – mit der Marburger Straße – durch das Aartal führend – ein zweigeschossiger Fachwerkbau über Bruchsteinsockel in riegellosem Fachwerk. Die Lage des Baus an der das Aartal durchquerenden Straße lässt vermuten, dass die heutige Gasthausnutzung eine längere Tradition aufweist. Der in die Mitte des 19. Jahrhunderts zu datierende Bau ist zusammen mit dem vor ihm gelegenen Brunnen Kulturdenkmal | 1825 bis 1875                        | 133105 DDB |
| Seelbacher Mühle                                             | Seelbacher Mühle         | Herbornseelbach, Mühle o. Nr. LageFlur: 72, Flurstück: 37/1 | Südöstlich des Ortes liegt im Aartal die Seelbacher Mühle. Der Wohnbau als ältester Teil geht in das 18. Jahrhundert zurück. Die Mühle ist Kulturdenkmal aufgrund ihrer ortsgeschichtlichen und technikgeschichtlichen Bedeutung. | 18. Jahrhundert                      | 133110 DDB |
| weitere Bilder                                               | Evangelische Kirche      | Herbornseelbach, Vor der Kirche 1 LageFlur: 19, Flurstück: 97 | Spätromanischer Chorturm mit erneuertem Oberbau und einem quergelagerten Schiff mit verschiefertem Walmdach. Das Schiff wurde 1953 von Kirchenbaumeister Gruber querrechteckig und versetzt an dem Turm errichtet und ersetzte das längsrechteckige, im Kern mittelalterliche vorherige Kirchenschiff. Teile der barocken Kirche sind übernommen worden. Die dreiseitig umlaufenden Emporen auf Stahlrohr-Stützen sind mit den Brüstungsfüllungen der alten Empore ausgestattet. Von der Ausstattung sind weiter die Kanzel von 1647, der Altar aus der Zeit um 1700 sowie die Orgel aus der Mitte des 19. Jahrhunderts zu erwähnen. Ein gedrückter Spitzbogen verbindet den Altarraum im Erdgeschoss des Turms mit dem Schiff. An der Ost- und Südwand des Chores befinden sich halbkreisförmige Sitznischen, über denen sich jeweils ein kleines Fenster befindet. Der Chor wird von einem Kreuzgratgewölbe abgeschlossen. Als im Kern mittelalterliche Chorturmanlage mit modern erneuertem Schiff mit einer teilweisen Integration älterer Bauteile ist die Kirche Kulturdenkmal aufgrund ihrer geschichtlichen und in Bezug auf die Ausstattung von einer künstlerischen Bedeutung. |                                      | 133095 DDB |

### Hirschberg
| Bild                     | Bezeichnung              | Lage                                                        | Beschreibung | Bauzeit                    | Objekt-Nr. |
| ------------------------ | ------------------------ | ----------------------------------------------------------- | --- | -------------------------- | ---------- |
| Gesamtanlage             | Gesamtanlage             | Hirschberg, Gesamtanlage Historischer Ortskern Lage         | Der 1309 erstmals als Heyersberg genannte Ort liegt südwestlich Herborns im Driedorfer Forst unterhalb der über 500 m hohen Hirschkoppe. Im Ortskern befindet sich die evangelische Kirche, ein im Kern noch mittelalterlicher Bau, der von bäuerlichen Wohn- und Wirtschaftsbauten der Zeit um 1700 umgeben ist. Dieser Bereich bildet aufgrund seiner Bedeutung für die Ablesbarkeit der Siedlungsgeschichte Hirschbergs eine kleine Gesamtanlage. Gebäude innerhalb der Gesamtanlage sind folgende: Eckstraße 2 5–11 Greifensteiner Weg 5 Lindenstraße 9 Kirche (KD), 11 (KD), 15, 19 |                            | 133112 DDB |
| Backhaus und Laufbrunnen | Backhaus und Laufbrunnen | Hirschberg, Lindenstraße o. Nr. LageFlur: 1, Flurstück: 1/1 | Schräg gegenüber der evangelischen Kirche gelegenes Ensemble von Backhaus und davor gelegenem Laufbrunnen. Das in Bruchstein mit Werksteingewänden errichtete Backhaus wurde in der Mitte des 19. Jahrhunderts erbaut, der gusseiserne Brunnen ist etwas jünger. | Mitte des 19. Jahrhunderts | 133114 DDB |
| weitere Bilder           | Evangelische Kirche      | Hirschberg, Lindenstraße 9 LageFlur: 1, Flurstück: 40       | In Bruchstein errichteter, im Kern noch mittelalterlicher Bau mit längsrechteckigem Schiff und dazu quergelagertem Chor. Über dem Chor befindet sich ein verschieferter Gemeindesaal. In der Verschneidungslinie der beiden Satteldächer liegt ein sechsseitiger Dachreiter mit flacher Haube. Der westliche Anbau mit Treppe ist von 1926. Im Inneren des Schiffes eine flache Decke auf einem Längsunterzug. Dreiseitige Emporen aufgedrehten Holzsäulen mit abwechselnd quadratischen und achteckigen Füllungen. Der Bodenbelag mit ährenförmig verlegten flachen Steinen. Die Kirche ist als im Kern mittelalterliche Anlage und durch ihre dominante Lage im Ortszentrum Kulturdenkmal. |                            | 133115 DDB |
| Fachwerkwohnhaus         | Fachwerkwohnhaus         | Hirschberg, Lindenstraße 11 LageFlur: 1, Flurstück: 52/1    | Der Kirche gegenüberliegendes stattliches Fachwerkwohnhaus der Zeit um 1700, Teil einer winkelförmigen Hofanlage. Besonders hervorzuheben ist das Obergeschoss der Traufseite mit einer Reihung von Mannformen, diagonalen Zierstreben in den Brüstungsgefachen, in dem der Gebäudemitte ein Feuerbock mit Flachschnitzereien. | um 1700                    | 133117 DDB |
| Barocke Hofanlage        | Barocke Hofanlage        | Hirschberg, Lindenstraße 12 LageFlur: 4, Flurstück: 14      | Wohnteil einer ehemals stattlichen barocken Hofanlage. Der zweigeschossige Fachwerkbau mit Krüppelwalmdach und kleinen Giebelgauben ist verputzt bzw. verschiefert. Die Fensterdisposition lässt ein weitgehend ursprüngliches Fachwerkgefüge erwarten |                            | 133113 DDB |
| Einhausgehöft            | Einhausgehöft            | Hirschberg, Lindenstraße 25 LageFlur: 1, Flurstück: 73      | Kleines giebelständiges Einhausgehöft, das nur einen Raum tief ist. Der um 1800 errichtete Fachwerkbau mit ursprünglich erhaltener Funktionsverteilung zwischen Wohnen, Stall und Scheune ist geschichtlich wertvoll als Dokument einer Hofform. | um 1800                    | 133116 DDB |

### Hörbach
| Bild           | Bezeichnung         | Lage                                                         | Beschreibung | Bauzeit | Objekt-Nr. |
| -------------- | ------------------- | ------------------------------------------------------------ | --- | ------- | ---------- |
| weitere Bilder | Evangelische Kirche | Hörbach, Herborner Straße o. Nr. LageFlur: 11, Flurstück: 74 | Von einem mittelalterlichen Bau ist im Osten der quadratische Chorturm mit eingezogenem Spitzhelm erhalten. Das heutige Schiff in sichtbarem Ziegelmauerwerk von 1879. Es wird von der dreiseitigen Westseite aus erschlossen. Es schließen sich außen drei Joche mit gestuften Strebepfeilern an: die hohen, von einem Bogen abgeschlossenen Fenster liegen auf der Höhe der Empore, darunter befinden sich jeweils zwei kleine Fenster für das Erdgeschoss. Für den Gesamteindruck des Schiffes ist neben der Gliederung durch die Strebepfeiler die schöne zweibahnige Fensterteilung der Bogenfenster in Holz bestimmend. Im Inneren Altar und Kanzel aus dem 18. Jahrhundert; Chor und Schiff sind durch einen gedrückten Spitzbogen verbunden, die bereits erwähnten Emporen sind dreiseitig umlaufend. Die Kirche ist von einem Hof umgeben, dessen Ummauerung in Teilen erhalten ist. Auf dem Hof befindet sich noch eine Grabstele von 1806 sowie eine Gedenkstätte der jüngsten Vergangenheit. |         | 133246 DDB |

### Merkenbach
| Bild             | Bezeichnung      | Lage                                                              | Beschreibung | Bauzeit                              | Objekt-Nr. |
| ---------------- | ---------------- | ----------------------------------------------------------------- | --- | ------------------------------------ | ---------- |
| Merkenbachstraße | Gesamtanlage     | Merkenbach, Gesamtanlage Historischer Ortskern Lage               | Ein kleiner Teilbereich des Ortskerns von Merkenbach, 1286 erstmals als Murkenbach genannt, wurde als Gesamtanlage ausgewiesen. Er liegt in dem mittleren Verlauf der Merkenbachstraße (vormals Hauptstraße) zwischen den Einmündungen der Straßen Zur Dorfmitte (vormals Hofstraße) und An der alten Kirche (vormals Schulstraße). Er ist geprägt von Fachwerkbauten, die einheitlich aus der Zeit um 1700 stammen. Besonders hervorzuheben ist die Reihung giebelständiger Bauten auf der südlichen Seite der Merkenbachstraße. Die Gesamtanlage wurde aufgrund ihrer geschichtlichen Bedeutung ausgewiesen |                                      | 133118 DDB |
| Laufbrunnen      | Laufbrunnen      | Merkenbach, Hindenburgstraße o. Nr. LageFlur: 1, Flurstück: 151/1 | Gusseiserner Laufbrunnen aus dem letzten Viertel des 19. Jahrhunderts, der gegenüber der Einmündung der als Gesamtanlage ausgewiesenen Merkenbachstraße liegt. Der Brunnen zeichnet sich durch eine sehr schöne Dekorierung aus: der rechteckige Trog mit Blütenfries als oberer Abschluss, Brunnenstock mit drachenförmigem Wasserrohr und Pinienzapfen. | letztes Viertel des 19. Jahrhunderts | 133119 DDB |
| Fachwerkwohnhaus | Fachwerkwohnhaus | Merkenbach, Oranienstraße 1 LageFlur: 3, Flurstück: 145/1         | Zweigeschossiger Fachwerkwohnbau noch des 18. Jahrhunderts, Teil einer traufständigen Baugruppe mit mehreren Wohn- und Wirtschaftsteilen. Ungestörtes Fachwerkgefüge, Aussteifung der Ständer des Obergeschosses durch Knaggen und Fußstreben, im Erdgeschoss nur durch hohe Fußstreben. | Ende 18. Jahrhundert                 | 133120 DDB |
| Rehbach-Brücke   | Rehbach-Brücke   | Merkenbach, Rehbach o. Nr. LageFlur: 2, Flurstück: 67             | Dreibogige Bruchsteinbrücke mit Wellenbrechern über den Rehbach, etwa einen Kilometer vor dessen Einmündung in die Dill. Das handwerklich gut gefügte Bauwerk aus dem 18. Jahrhundert liegt ostnordöstlich des Ortskerns von Merkenbach. Vor dem Bau einer Umgehung (1956) verlief die Straße von Merkenbach nach Herborn über die Brücke; heute befindet sie sich innerhalb eines Firmengeländes (Berkenhoff / 'bedra') | 18. Jahrhundert                      | 133121 DDB |
| weitere Bilder   | Fachwerkhaus     | Merkenbach, Weilburger Straße 18 LageFlur: 3, Flurstück: 107/1    | Vorbildlich saniertes Fachwerkhaus aus dem Ende des 17. Jahrhunderts, im 19. Jahrhundert erweitert, integrierte Stallung im Erdgeschoss, Sichtfachwerk, asymmetrisch geteilt durch Bundständer mit weit ausgreifenden Streben sowie auffällig steilem, verschindeltem Dach. | 17. Jahrhundert                      | 133282 DDB |

### Uckersdorf
| Bild                                                                  | Bezeichnung            | Lage | Beschreibung | Bauzeit                              | Objekt-Nr. |
| --------------------------------------------------------------------- | ---------------------- | --- | --- | ------------------------------------ | ---------- |
| weitere Bilder                                                        | Evangelische Kirche    | Uckersdorf, Alte Hauptstraße o. Nr. LageFlur: 14, Flurstück: 6                                                                                                   | Zweigeschossiger Fachwerkständerbau noch des 17. Jahrhunderts, der am nordwestlichen Rand des Kirchhofes liegt. Verschiefertes Dach mit quadratischem Dachreiter mit eingezogenem Spitzhelm. Die Verlängerung des Schiffes nach Süden stammt von 1935. Im Inneren wird das Schiff vom mit 5/8-Schluss versehenen Chor durch einen hölzernen Spitzbogen getrennt. Die flachen Decken in Schiff und Chor liegen auf Längsunterzügen auf. In beiden Bauteilen Emporen, wobei das südliche Säulenpaar im Schiff auf dem Emporengeschoss weitergeführt wird und die Längsunterzüge unterstützt. Die vier Säulen des Chores sind zusammen datiert mit 1.7.0.7. Von der Ausstattung ist weiter die achtseitige Kanzel mit kräftigem Gesims zu erwähnen. | 17. Jahrhundert                      | 133253 DDB |
| Fachwerkhaus                                                          | Fachwerkhaus           | Uckersdorf, Alte Hauptstraße 19/21 LageFlur: 14, Flurstück: 109, 110                                                                                             | Zweigeschossiger traufständiger Fachwerkbau um 1700. Umlaufender Geschossversatz mit vorkragenden Balkenköpfen, Schwellen und Rahm profiliert. Reiche Ausschmückung der Brüstungsgefache durch geschweifte bzw. gebogene Streben mit Nasen, Feuerböcke und zwei von jeweils vier Knaggen gebildeten Rauten im Obergeschoss des Giebels. Die Anordnung dieser Elemente ist symmetrisch. | um 1700                              | 133255 DDB |
| Altes Bürgermeisteramt                                                | Altes Bürgermeisteramt | Uckersdorf, Alte Hauptstraße 22 LageFlur: 14, Flurstück: 4 | Der zweigeschossige Fachwerkrähmbau wurde in der ersten Hälfte des 19. Jahrhunderts vollkommen ohne horizontales Riegelwerk über einem Bruchsteinsockelgeschoss errichtet. Der Bau ist markant durch seine hohen Proportionen und seine Lage an der Einmündung eines zur benachbarten Kirche führenden Weges. | 19. Jahrhundert                      | 133252 DDB |
| Fachwerkhaus                                                          | Fachwerkhaus           | Uckersdorf, Alte Hauptstraße 27 LageFlur: 14, Flurstück: 116 | Fachwerkbau noch des 17. Jahrhunderts in markanter Lage als Kopf einer traufständigen Baugruppe. Besonders ausdrucksvoll ist der Giebel mit einem gänzlich ungestörten Fachwerkgefüge. Es zeigt vielfach profilierte Geschossversätze, die Füllhölzer mit einem vorgelegten, von einer Perle unterbrochenen Stab sowie einen Klötzchenfries am Kehlbalken. | 17. Jahrhundert                      | 133254 DDB |
| Alte Dorfmühle                                                        | Alte Dorfmühle         | Uckersdorf, Am Mühlgraben 2 LageFlur: 14, Flurstück: 311 | Alte Dorfmühle, die als Einzelbauwerk am Amdorfbach südlich der geschlossenen Ortslage liegt. Im Kern ein Bau der Zeit um 1700. Der Bau hat durch sein hohes Alter besondere Bedeutung für die Wirtschafts- und Technikgeschichte des Müllereihandwerks und ist deshalb Kulturdenkmal. | um 1700                              | 133251 DDB |
| Villa                                                                 | Villa                  | Uckersdorf, Am Mühlgraben 17 LageFlur: 14, Flurstück: 318 | Im Amdorfbach-Tal, südlich des Ortskerns gelegene Villa der Zeit um 1900. Der Erbauer betrieb hier eine Mühle (inzwischen abgebrochen). Der zweigeschossige verputzte Bau zeichnet sich im Detail u. a. durch seine Werksteinelemente, den Fachwerkgiebel des zum Tal gerichteten Querbaus und seine farbigen Dachziegel aus. | 1895 bis 1905                        | 133250 DDB |
| Gusseiserner Laufbrunnen aus dem letzten Viertel des 19. Jahrhunderts | Laufbrunnen            | Uckersdorf, Uckersdorfer Hauptstraße o. Nr. LageFlur: 14, Flurstück: 195                                                                                         | Gusseiserner Laufbrunnen aus dem letzten Viertel des 19. Jahrhunderts. Als regionales Industrieprodukt und als Element der Wasserversorgung geschichtlich von Bedeutung, heute eine städtebaulich markante Zäsur in der ortsdurchquerenden Hauptstraße. Der Brunnen ist deshalb Kulturdenkmal. | letztes Viertel des 19. Jahrhunderts | 133248 DDB |
| In Bruchstein errichtetes Backhaus mit Walmdach                       | Backhaus               | Uckersdorf, Uckersdorfer Hauptstraße vor Nr. 30 LageFlur: 14, Flurstück: 161                                                                                     | In Bruchstein errichtetes Backhaus mit Walmdach. Als ländlicher Funktionsbau vermutlich des frühen 20. Jahrhunderts von geschichtlicher, durch seine Lage auch städtebauliche Bedeutung. | frühes 20. Jahrhundert               | 133256 DDB |
| Fachwerkhaus                                                          | Fachwerkhaus           | Uckersdorf, Uckersdorfer Hauptstraße 13 LageFlur: 14, Flurstück: 351                                                                                             | In einem Knick der Hauptstraße für das Ortsbild wirkungsvoll gelegener Fachwerkbau um 1700. Drei Gebäudezonen – Bund- und Eckständer durch Mannformen ausgesteift – formen einen breit lagernden Bau. Im Giebel zwei Feuerböcke und diagonale Streben als Zierform. Der über eine Brücke über den offenen Medenbach erschlossene Bau ist Kulturdenkmal. | um 1700                              | 133249 DDB |
| Bahnhof                                                               | Bahnhof                | Uckersdorf, Vor der Ley 2 LageFlur: 2, Flurstück: 271/3 | Typenbau von 1906 nach Entwurf Ludwig Hofmanns (wie Bf Erdbach) aus Naturstein auf T-förmigem Grundriss südlich von Dorf und Strecke, beidseitig mit Giebeln und abgewalmtem Dach gegen den östlich in Fachwerk angebauten Güterschuppen. | 1906                                 | 161989 DDB |
| Amdorfbachbrücke                                                      | Amdorfbachbrücke       | Uckersdorf, Vor der Ley (K 61), Uckersdorfer Hauptstraße (L 3042), Burger Straße (L 3042), Amdorfbach LageFlur: 14, Flurstück: 266/1, 304/1, 304/5, 308/1, 346/1 | Zweibogige, 1788 errichtete Bruchsteinbrücke mit Wellenbrecher über den Amdorfbach, unmittelbar hinter der Einmündung des Medenbaches gelegen. | 1788                                 | 133247 DDB |